# Fasti medicei

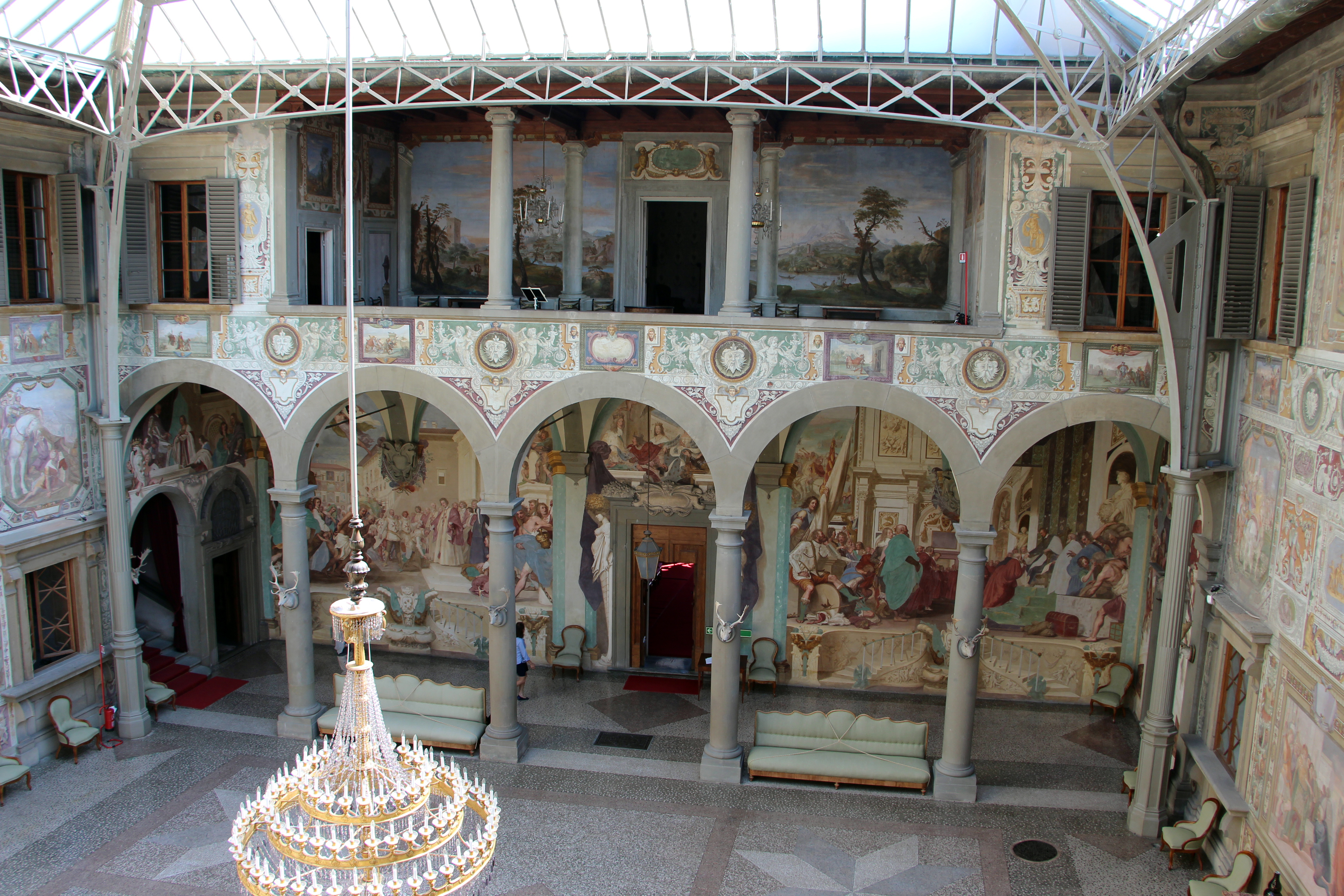
Veduta del cortile, coi loggiati inferiori affrescati dal Volterrano

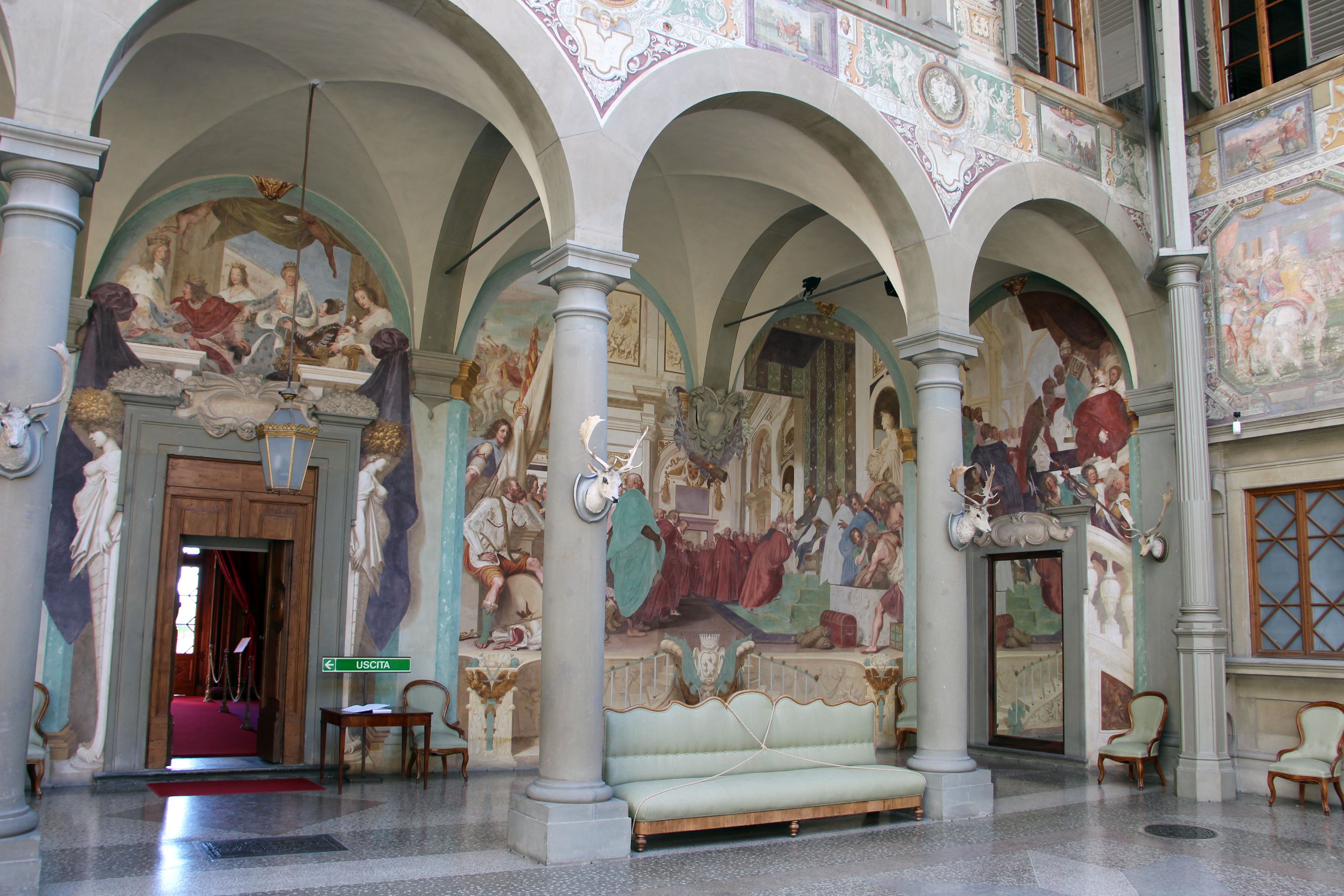
I Fasti medicei, nel cortile della villa della Petraia

I Fasti medicei (o Glorie di Casa Medici) sono un ciclo di affreschi dipinti dal Volterrano tra il 1636 e il 1646 nel cortile della villa medicea della Petraia a Firenze. Dedicati alla celebrazione di Casa Medici, sono considerati il capolavoro dell'artista, e una delle opere più significative del Seicento fiorentino.

## Storia
Il cortile della villa era già decorato, sui due lati non interessati da loggiati, da grottesche in cui si trovano riquadri con un ciclo di episodi della Siriade, il poema dell'Angelio sulle imprese di Goffredo da Buglione alla crociata. Tale decorazione, realizzata da Cosimo Daddi tra il 1591 e il 1594, era stata commissionata da Cristina di Lorena, che si riteneva essa stessa discendente dell'eroe.
Il ciclo dei Fasti venne poi commissionato da Don Lorenzo de' Medici, figlio di Ferdinando I de' Medici e Cristina di Lorena, che era entrato in possesso della villa alla morte della madre (1636). Già quell'anno affidò al giovane Baldassarre Franceschini (il Volterrano) la decorazione dei loggiati del cortile (all'epoca aperto, oggi chiuso da un lucernario fatto costruire da Vittorio Emanuele II di Savoia) dopo una tempesta violenta che aveva danneggiato una decorazione preesistente. La scelta dell'artista venticinquenne fu formulata dopo che il segretario di Cristina di Lorena, Giulio Inghirami, aveva fatto esporre a Pitti un dipinto allegorico del suo conterraneo, proprio con lo scopo di farlo conoscere e apprezzare a corte.
Inizialmente il programma decorativo delle logge prevedeva la rappresentazione di "prospettive" in modo da dilatare artificialmente lo spazio disponibile (come in quegli stessi anni Angelo Michele Colonna e Agostino Mitelli decoravano gli appartamenti estivi di Palazzo Pitti e la villa di Mezzomonte), ma, secondo il Baldinucci, fu accolto un suggerimento di Ludovico Incontri di "farvi rappresentare alcune delle più gloriose azioni de' prìncipi di quella sua serenissima Casa". Alla concezione del ciclo dovettero contribuire Pier Francesco Rinuccini (autore anche dei cartigli latini di corredo), Ludovico Incontri e forse anche Scipione Ammirato il Giovane.
Il contratto con l'artista dovette essere stipulato nel novembre 1636, e già dalla fine di quell'anno quindi dovettero iniziare i lavori. I pagamenti documentati si hanno infatti a fine '36, fine '37, nel luglio e nell'ottobre del '39 e poi, dopo una lunga pausa in corrispondenza di un viaggio formativo nel Nord-Italia, nel gennaio del '43, nel luglio e settembre del '44, nel settembre del '46 e infine nel novembre di quell'anno quando è versato il saldo finale: in tutto sono registrati 1304 ducati, un importo notevole.
La cronologia delle singole scene dovette procedere nell'ordine indicato dal Baldinucci quando elenca le scene maggiori: da Ferdinando I (dove si nota ancora un certo grafismo memore dell'esempio di Matteo Rosselli) a Cosimo I, poi Caterina de' Medici e Leone X, a cui seguì, dopo la pausa, la loggia di Levante, con Cosimo I e Francesco, Cosimo II, Maria de' Medici, Clemente VII e Alessandro de' Medici, opere in cui si nota una pennellata via via più sciolta e influenzata dagli artisti visti nel Nord-Italia, come Correggio.
Nel Settecento gli affreschi vennero scialbati. Furono riscoperti nel 1874 e ripuliti da Gaetano Bianchi, perdendo però ormai molte delle rifiniture originali.

## Descrizione e stile

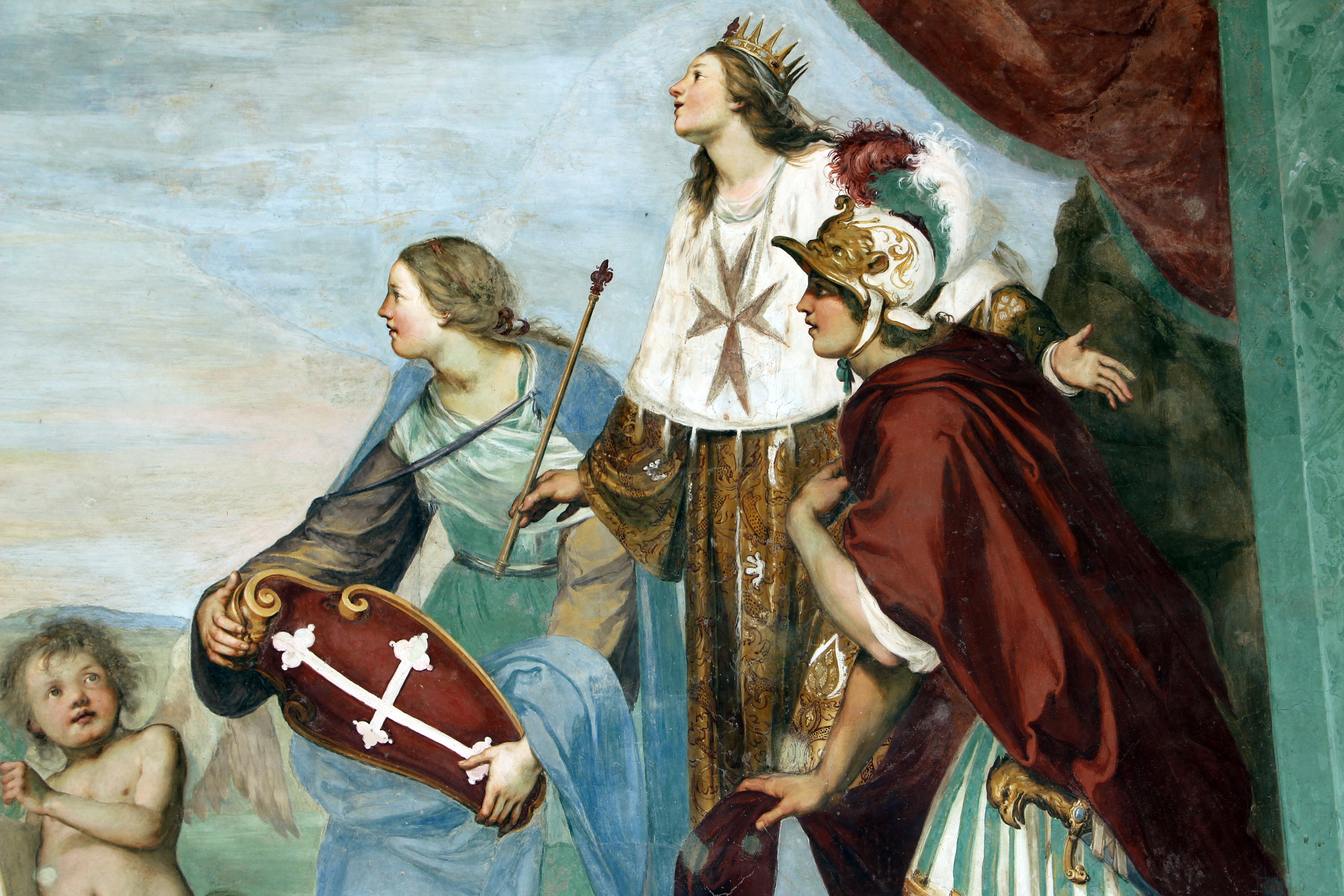
Predominio della Toscana sul mare, dettaglio

I Fasti occupano i lunettoni sotto le arcate del cortile, che si trovano solo nei lati est e ovest, tre storie per ciascun lato lungo (due grandi, che occupano due lunette, e una piccola nel sovrapporta) e una a lato per ognuno dei lati corti, per un totale di dieci.
Le scene maggiori sono organizzate su un basamento dipinto con scalette a chiocciola, putti e fontane scolpite, che si ispira all'appartamento estivo di palazzo Pitti (dove oggi si trova il Museo degli Argenti). Tale impostazione artificiosa è ancora più spregiudicata in tre degli affreschi dei lati brevi, dove ai lati delle porte si trovano ripide scalinate introflesse, popolate di personaggi e animali a grandezza naturale.
Da sinistra le scene sono:
1. Incontro fra papa Leone X e Francesco I di Francia
2. Ingresso trionfale di Cosimo I a Siena
3. Caterina de' Medici con i figli
4. Predominio della Toscana sul mare
5. Giuliano Duca di Nemours e Lorenzo Duca d'Urbino sul Campidoglio
6. Alessandro primo duca di Firenze (questa scena contiene un autoritratto del pittore)
7. Cosimo II riceve i vincitori dell'impresa di Bona
8. Maria de' Medici regina di Francia con i figli
9. Cosimo I associa al governo il figlio Francesco
10. Clemente VII incorona a Bologna Carlo V

Delle scene esiste un corposo gruppo di studi preparatori (soprattutto del GDSU a Firenze, Cabinet des Dessins del Louvre, al Fogg Art Museum, al Metropolitan Museum e nella collezione del Christ Church College di Oxford), dove i personaggi sono studiati a nudo, secondo le consuetudini delle botteghe artistiche, e poi rivestiti direttamente sull'affresco. Numerosi poi i fogli sparsi in collezioni pubbliche e private.
Le decisioni artistiche e compositive sono riferite interamente all'artista, che dovette ispirarsi innanzitutto ai recenti affreschi della Sala di Giovanni da San Giovanni in palazzo Pitti, a cui aveva partecipato, poi alle Storie di Furio Camillo di Francesco Salviati in palazzo Vecchio, ai Trionfi di Cosimo I sulla base della statua equestre di Cosimo I de' Medici in piazza Signoria del Giambologna, ai fasti familiari dei Capponi o dei Guicciardini affrescati a fine del Cinquecento da Bernardino Poccetti nei rispettivi palazzi, e alle Storie medicee di Matteo Rosselli e altri pittori nel Casino mediceo di San Marco.

### Incontro fra papa Leone X e Francesco I di Francia

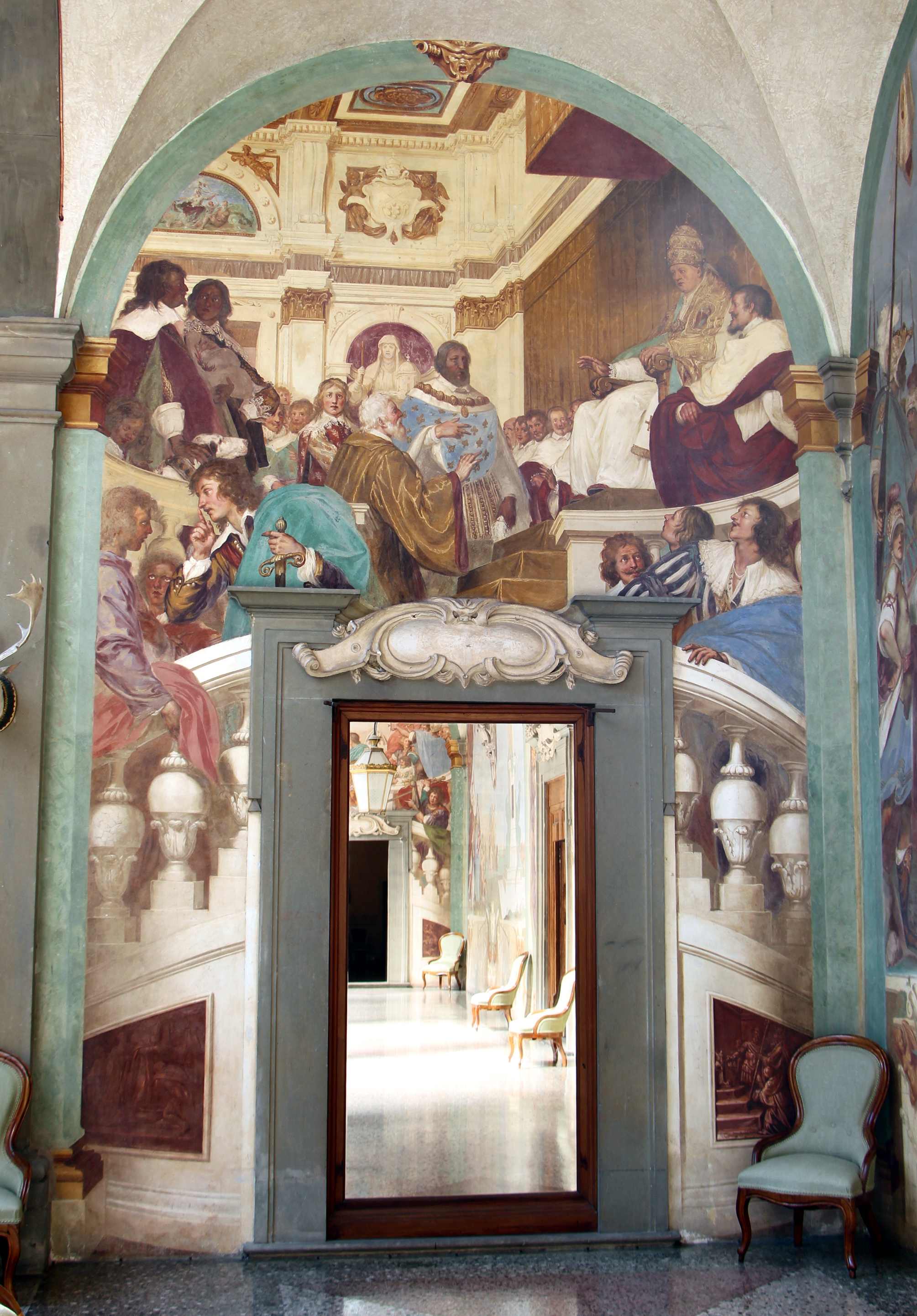
Incontro fra papa Leone X e Francesco I di Francia

Nel 1515 Francesco I di Francia incontrò a Bologna papa Leone X per chiarire il possesso del ducato di Parma e Piacenza.
La scena, su un lato breve interessato dalla presenza di una porta, riesce a raggiungere un respiro ampio grazie all'ardita composizione, posta alla sommità di una ripida scalinata che, dal basso, proietta lo spettatore verso la parte superiore dove si svolge l'azione. In un interno, due gruppi si contrappongono asimmetricamente: a destra il papa sull'alto trono pontificale e sotto il baldacchino, seguito in profondità da un gruppo di prelati; al centro il re di Francia Francesco I, col collare dell'Ordine di San Michele e la mantella trapuntata di gigli di Francia, dietro il quale si vede una personificazione in statua dell'Ecclesia sormontata dallo stemma Medici con le chiavi di san Pietro e la tiara; a sinistra infine il gruppo di dignitari francesi. Tra i prelati Baldinucci lodò il ritratto del cappellano di Don Lorenzo de' Medici (il committente), Luca Citerni, una delle prime prove dell'artista come valente ritrattista.
In primo piano, sul livello inferiore della scalinata, vari personaggi stanno arrivando per assistere all'udienza. Sono vividamente caratterizzati, specialmente un giovane con la spada che intima il silenzio con un gesto eloquente e naturale a un altro personaggio. Soprattutto in questi personaggi il Volterrano poté dare prova di vivace caratterista, e ricercare colori brillanti e inconsueti (secondo l'esempio di Andrea del Sarto), che erano arricchiti da rifiniture ed effetti materici oggi compromessi, come in tutte le altre scene, dalla spellatura.
In basso, sulla balaustra della scalinata, due finti bassorilievi a monocromo rappresentano scene legate al tema dei rapporti tra potere temporale a spirituale per la Casa di Francia: il Battesimo di Clodoveo da parte di san Remigio e, forse, la Donazione di re Pipino.

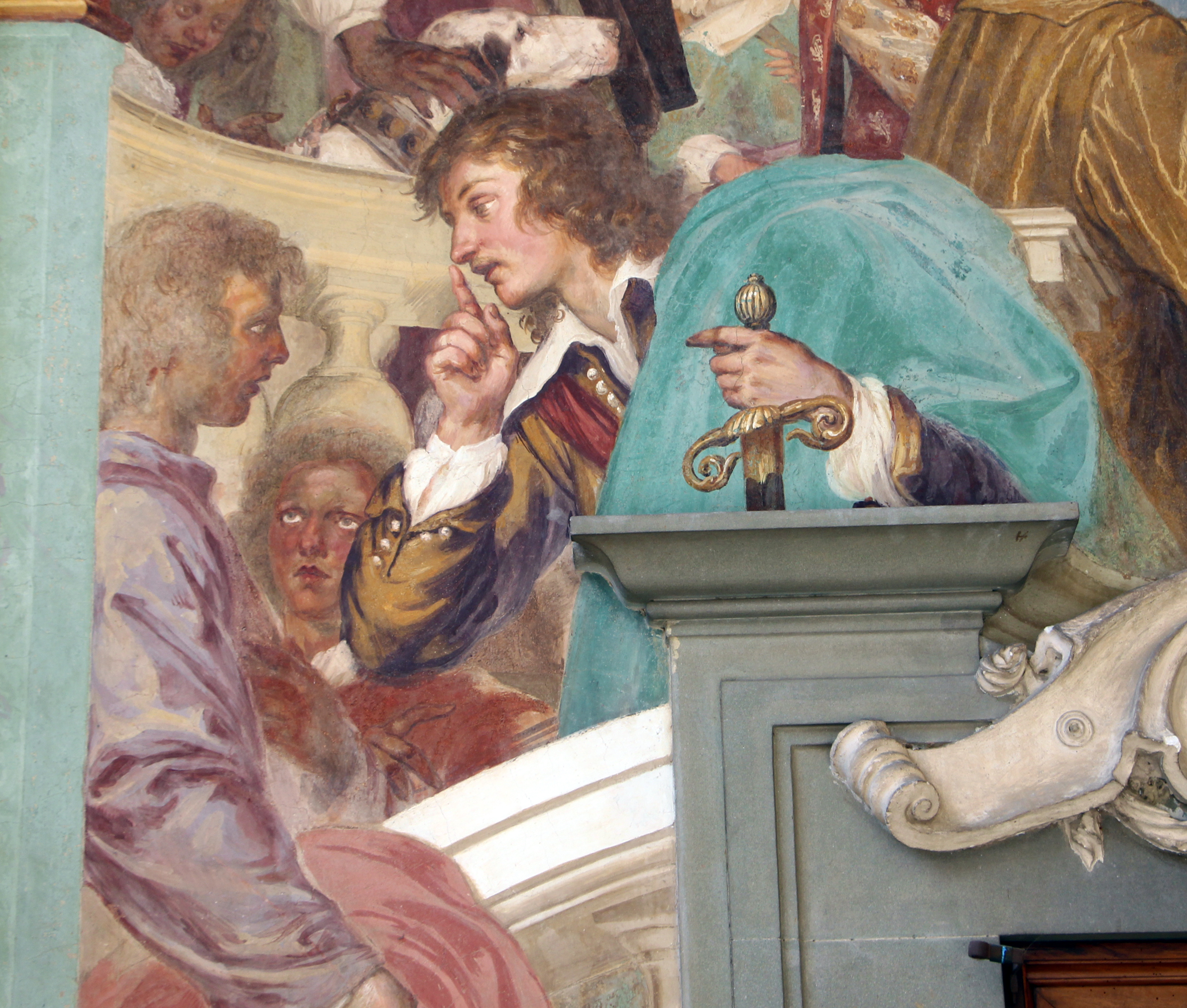
Dettaglio
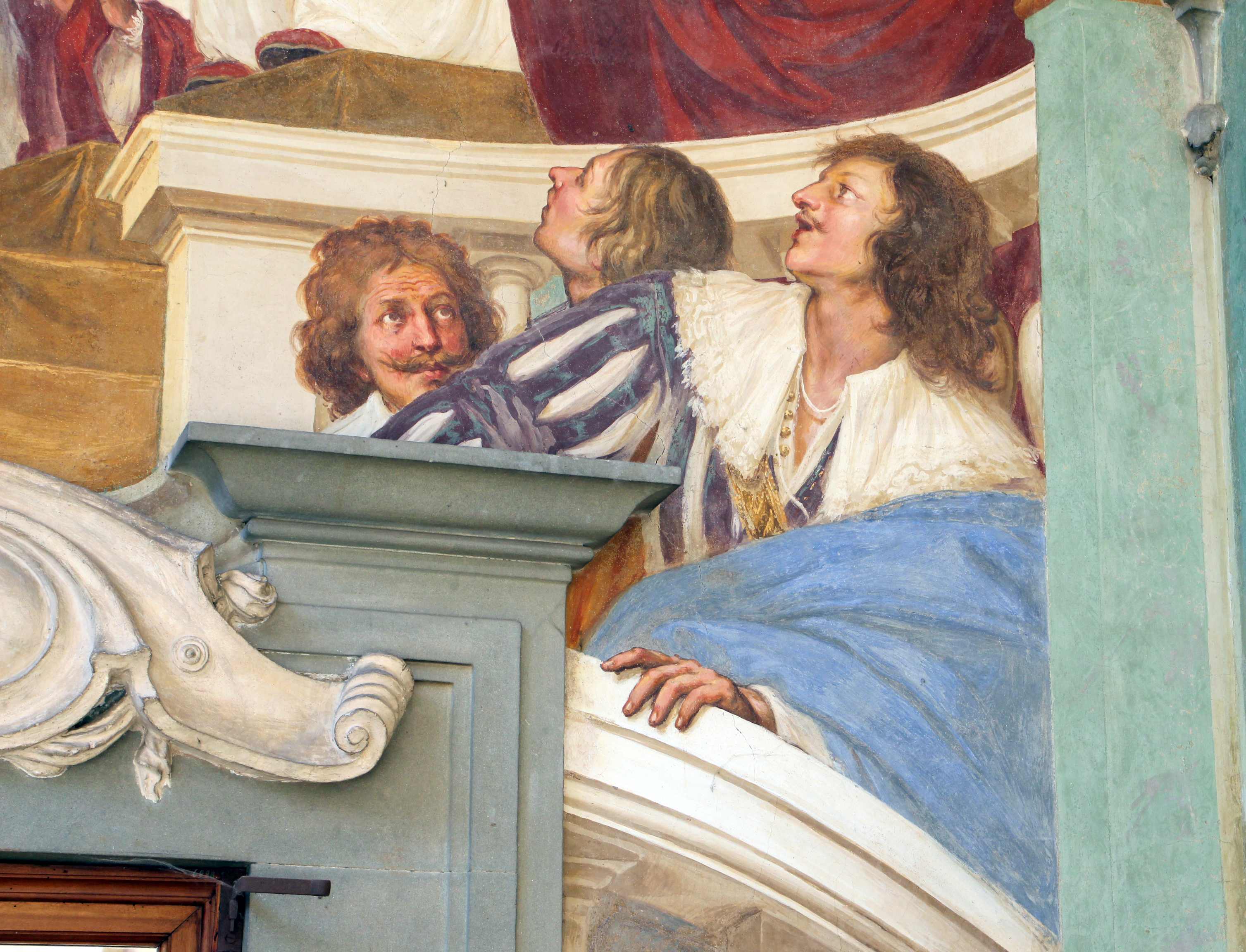
Dettaglio

### Ingresso trionfale di Cosimo I a Siena

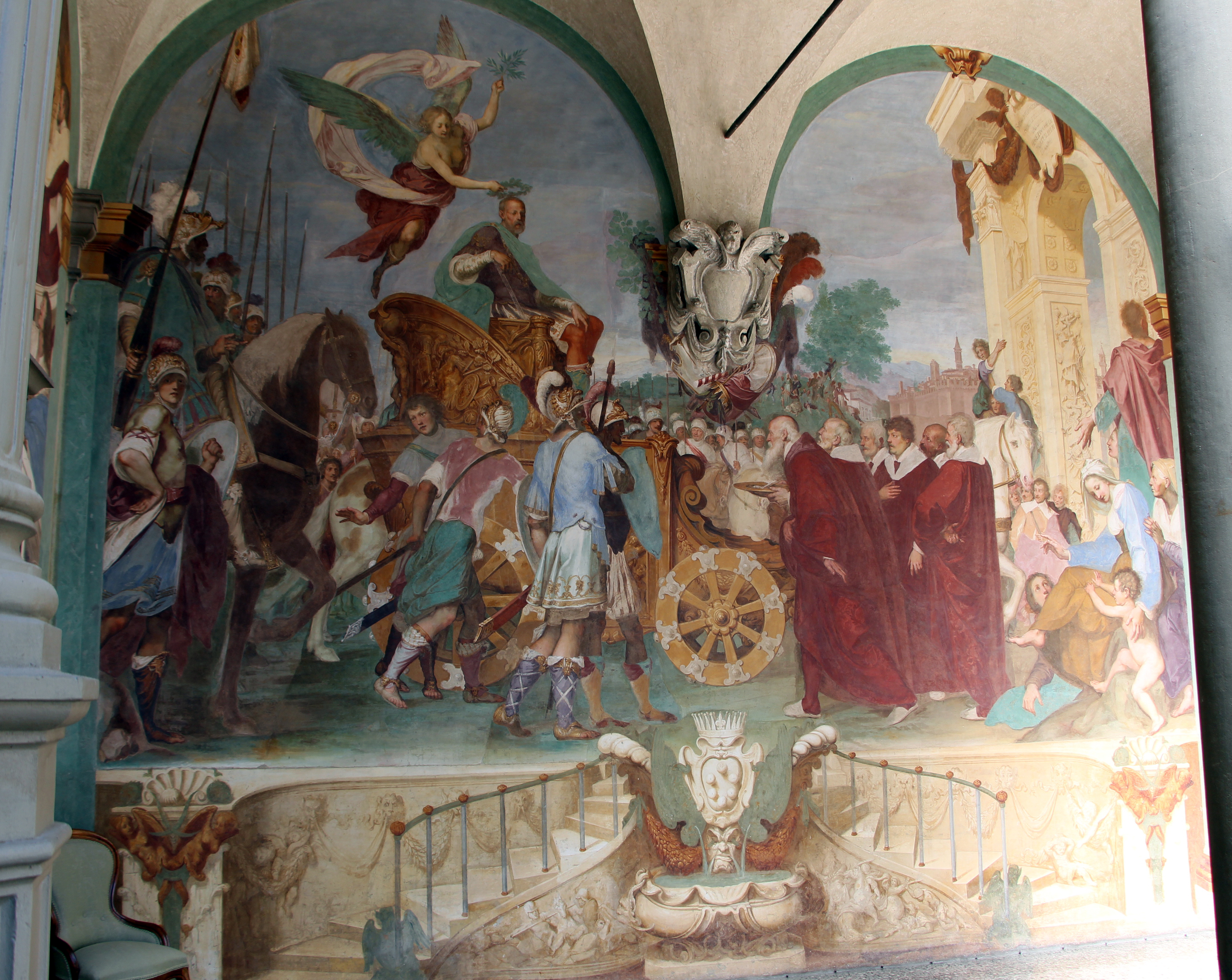
Ingresso trionfale di Cosimo I a Siena

Nel 1555 Cosimo I de' Medici conquistava Siena con l'aiuto degli Imperiali, un'impresa militare che gli valse poi il titolo di granduca, quindi un momento cruciale per la casa medicea. L'affresco, con chiari intenti celebrativi, mostra Cosimo che, su un cocchio dorato, fa la sua entrata trionfale alla porte della città, seguito da un nutrito gruppo di dignitari, accolto dai senatori senesi e da alcuni cittadini. In alto una Vittoria alata lo incorona con la ghirlanda d'alloro.
Spicca il gruppo di personaggi increduli e sorpresi sulla collinetta delle sfondo, dove si riscontra, per la prima volta nel ciclo, una pennellata più veloce e libera, dagli incarnati luminosi, memore dell'esempio recentissimo degli affreschi di Pietro da Cortona nella Sala della Stufa a Palazzo Pitti. Il resto della scena invece ha una profondità poco accentuata e uno schema disegnativo preciso, derivato dalla lezione di Matteo Rosselli, con pose delle figure che ancora richiamano il manierismo: per queste ragioni la scena è considerata una delle prime del ciclo.
Ricca, sebbene non interamente conservata, è la varietà pittorica di tessuti e armature, come i velluti rossi dei dignitari che accolgono cosino e degli uomini in arme del suo seguito.
I bassorilievi dipinti ai lati della fontana mostrano scene di battaglia fortemente ridipinte (a tratti ex-novo) da Gaetano Bianchi nell'Ottocento.

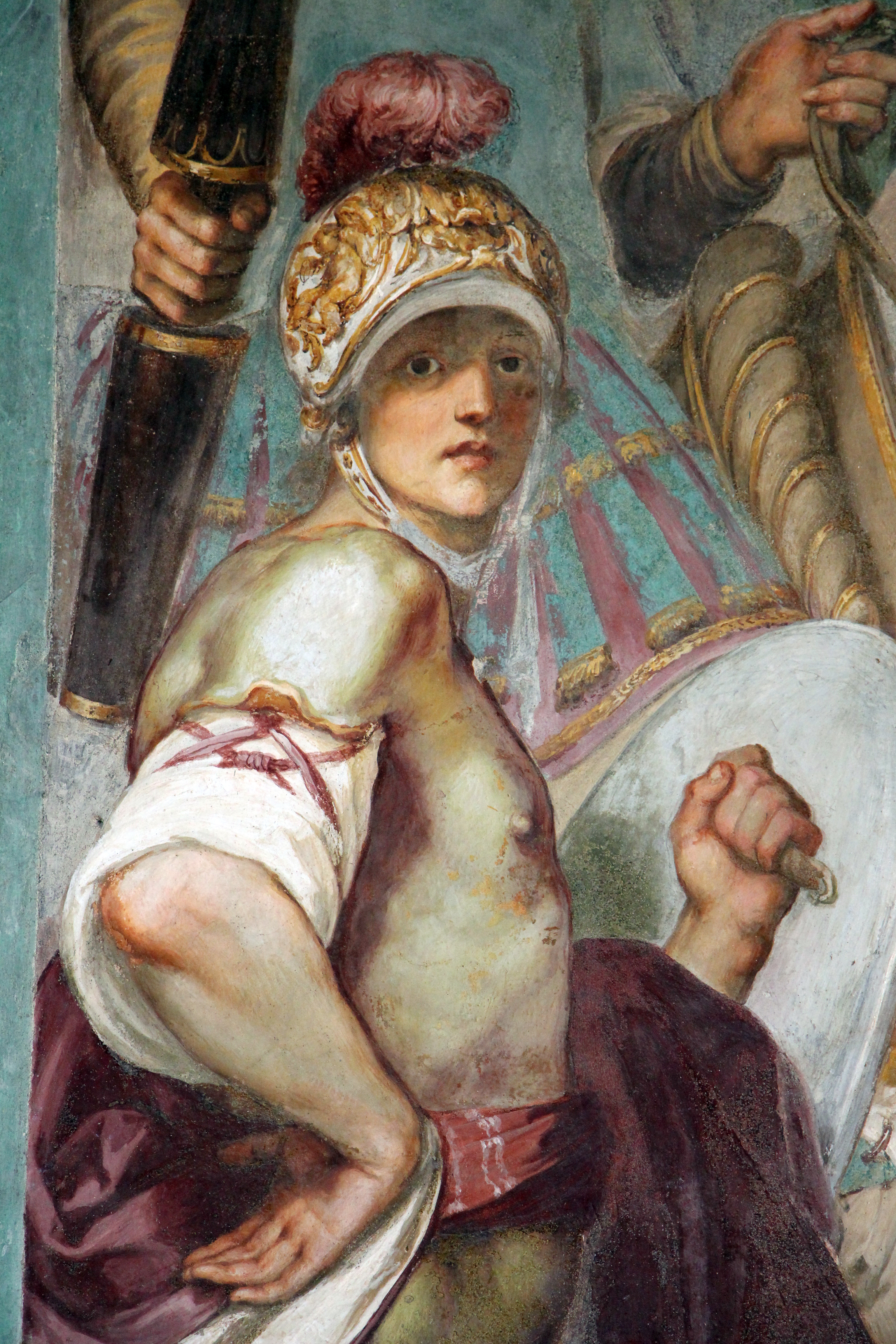
Dettaglio
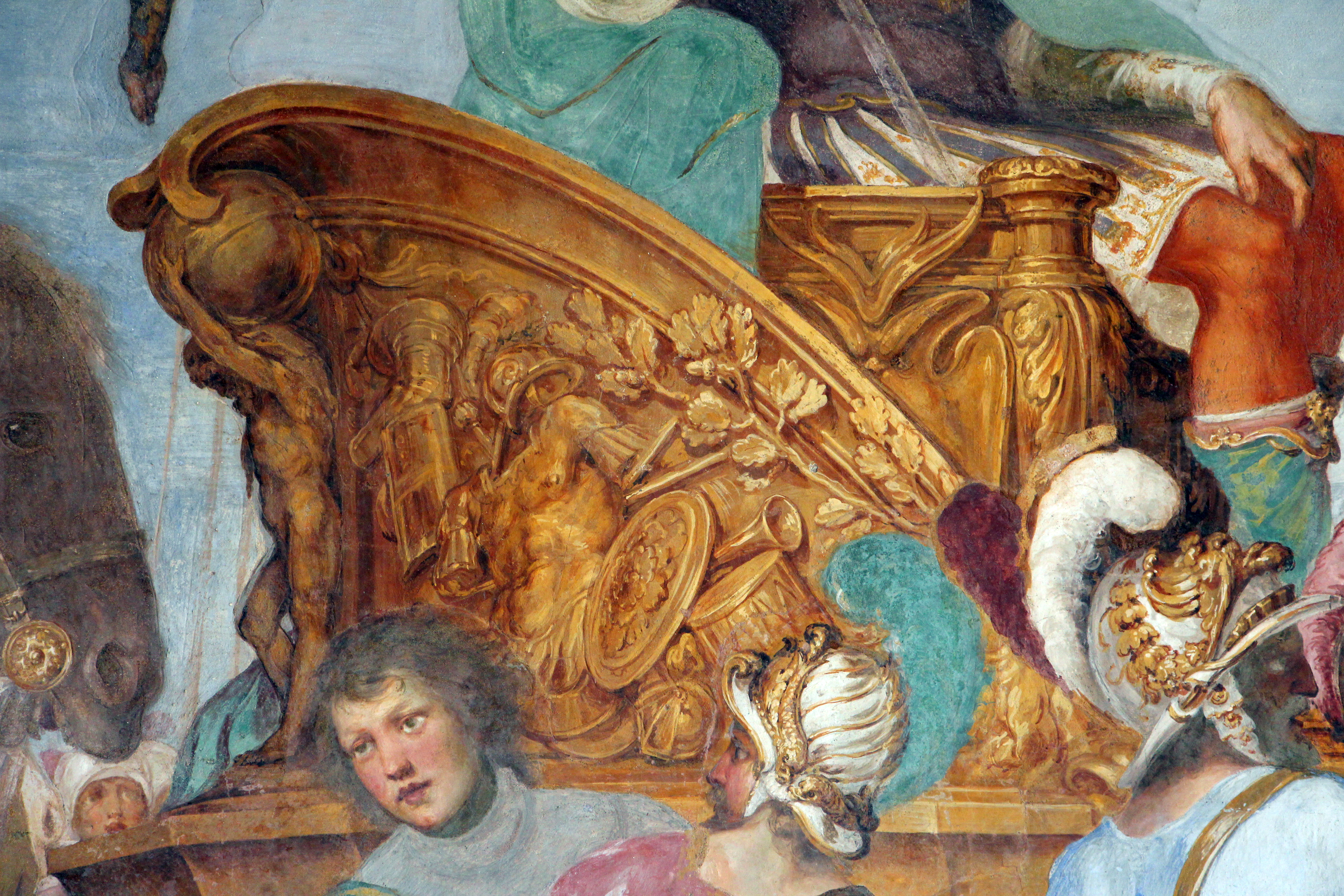
Dettaglio
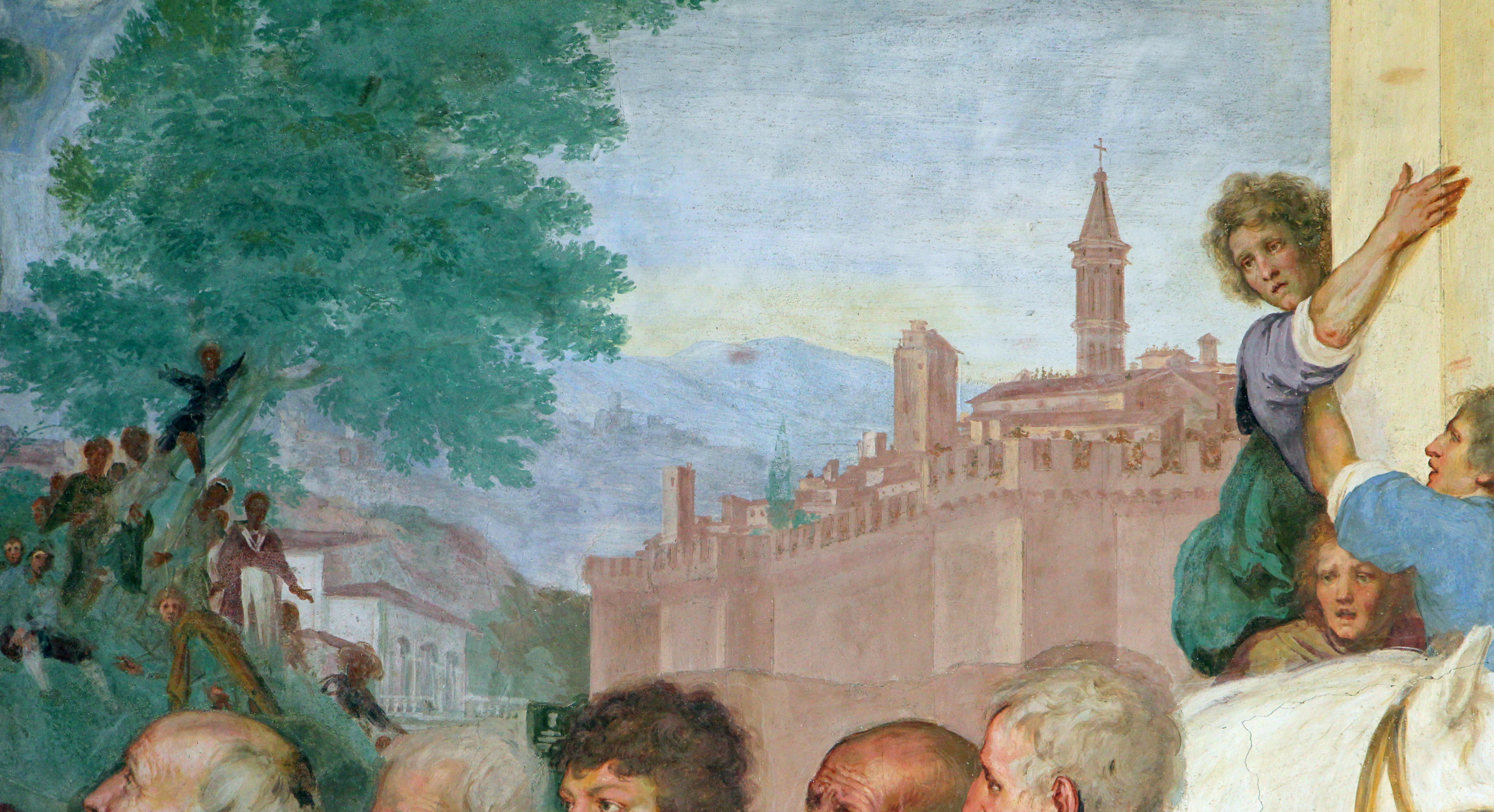
Dettaglio
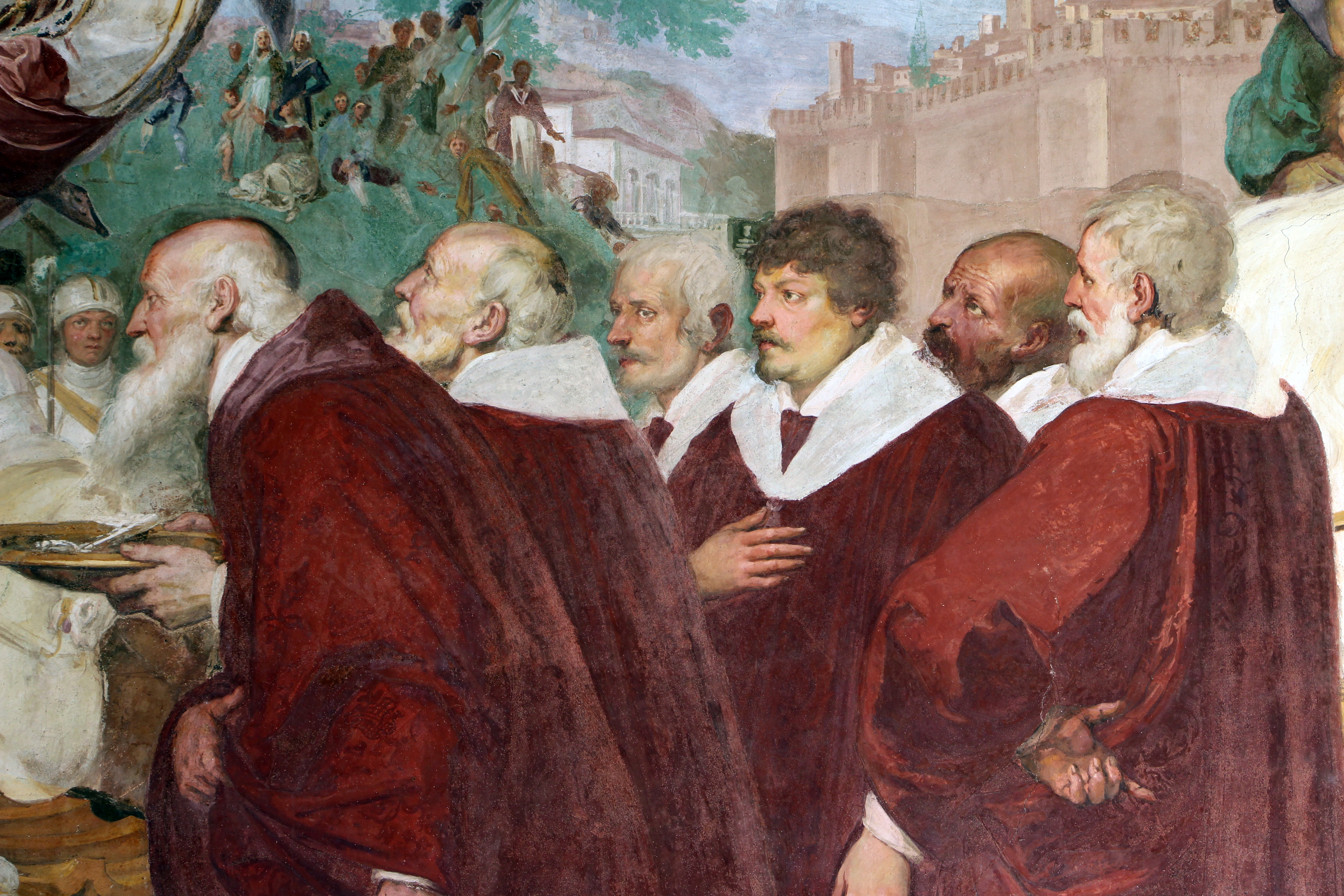
Dettaglio
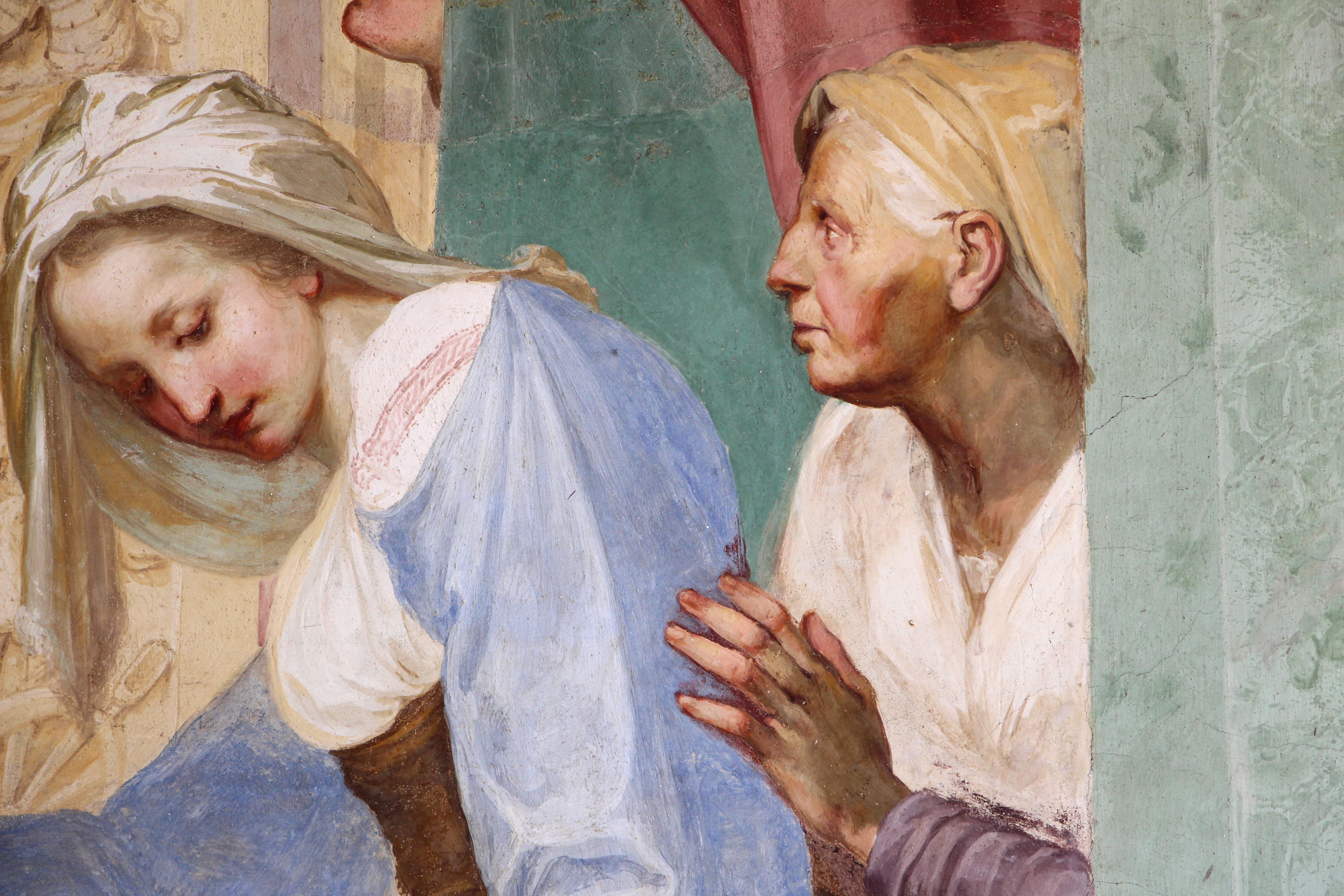
Dettaglio

### Caterina de' Medici con i figli

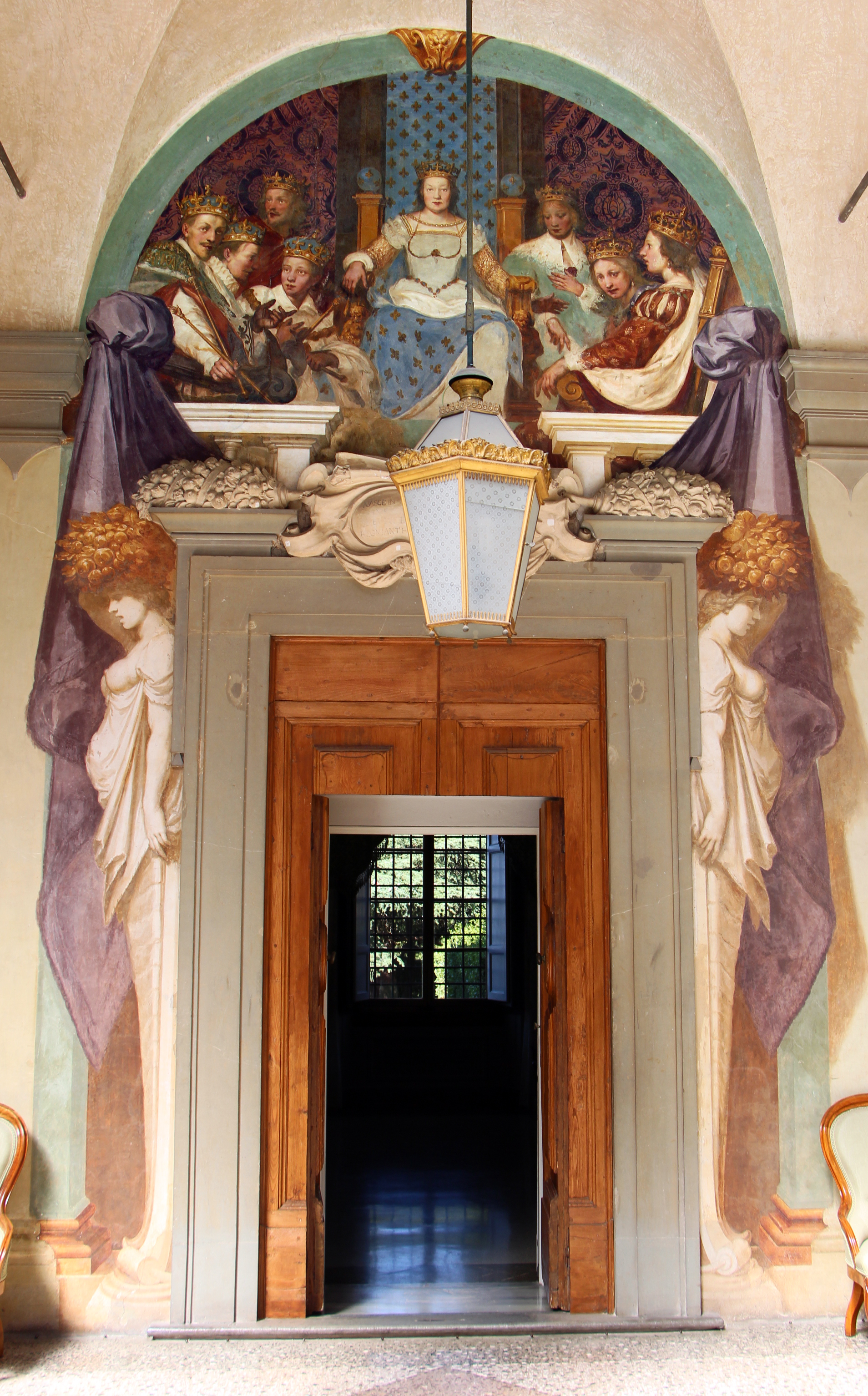
Caterina de' Medici con i figli

Le due scene centrali dei loggiati, dedicate alle regine di Francia di Casa Medici, mostrano uno schema di più rigida frontalità, con la regina ieratica, in trono al centro, e i figli disposti in gruppi ai lati, i cui schemi più movimentati non bastano a riscattare una certa staticità della composizione.
Caterina de' Medici, su un trono con lo schienale drappeggiato da gigli di Francia, è vicina a sette dei suoi dieci figli (mancano quelli morti in giovanissima età): Francesco II, Carlo IX ed Enrico III, tutti re di Francia, Francesco Ercole, duca d'Alençon, e le figlie Elisabetta, regina di Spagna, Claudia, duchessa di Lorena, e Margherita, moglie di Enrico di Navarra. I ragazzi sono disposti a corona e ciascuno di loro ha i precisi attributi del suo stato regale o nobiliare (scettri, corone, gioielli e manti).
La scena in basso è conclusa da due drappi violacei, scenograficamente annodati ai lati, che fanno anche da sfondo a due erme femminili con cesti di frutta dorati in testa ai lati della porta. Il cartiglio latino, scolpito sul una tabella marmorea sull'architrave, contiene una descrizione dell'affresco.

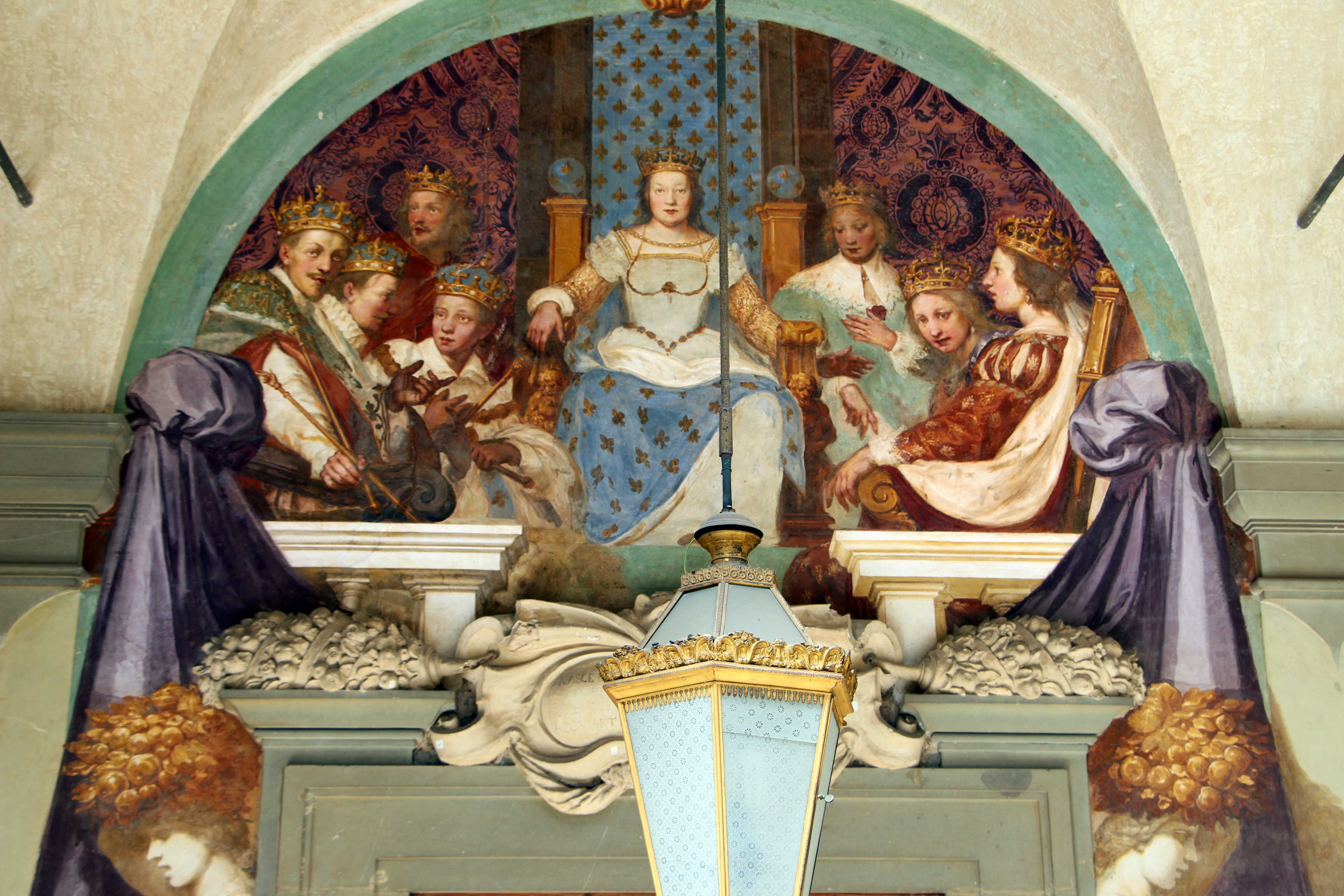
Dettaglio
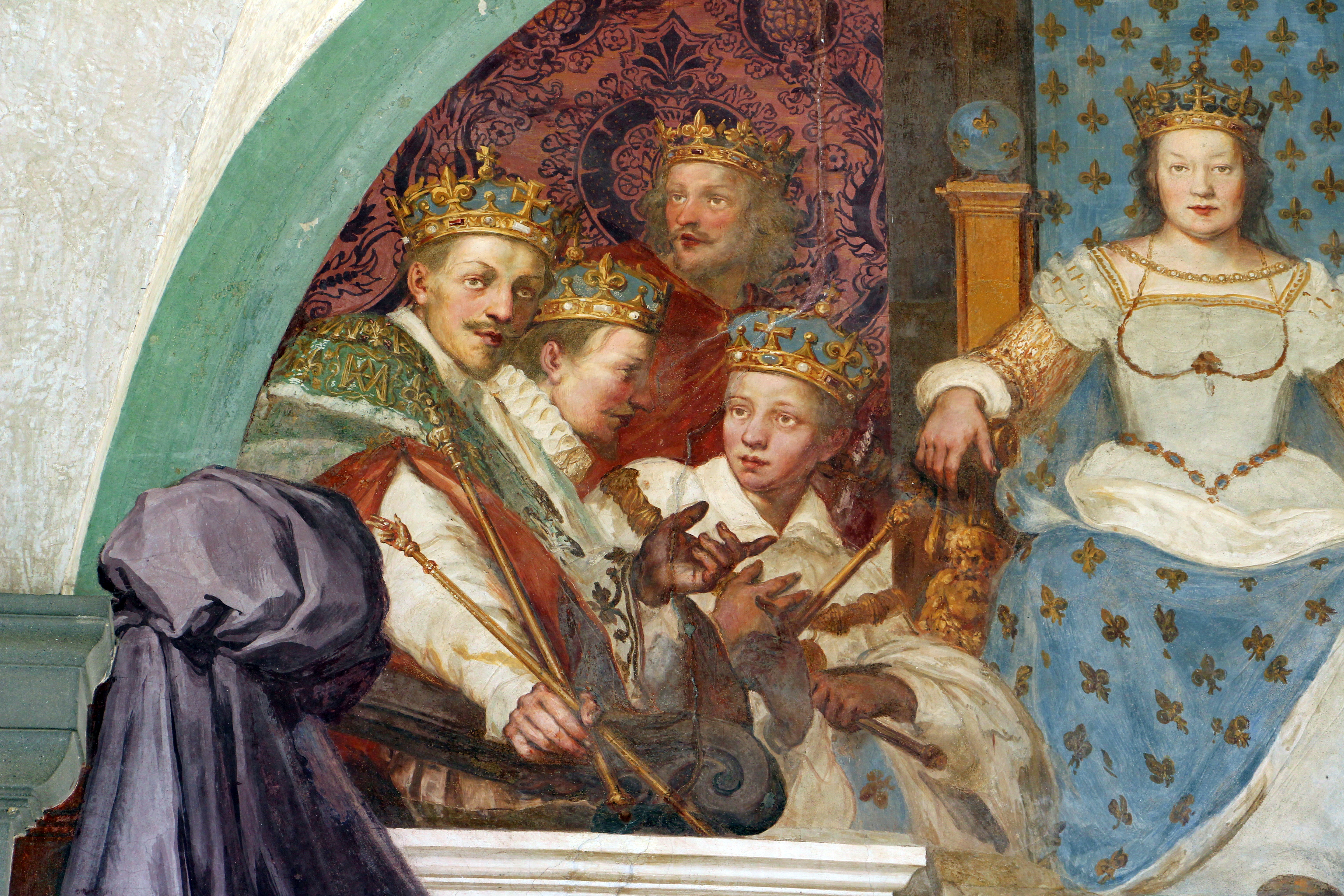
Dettaglio

### Predominio della Toscana sul mare

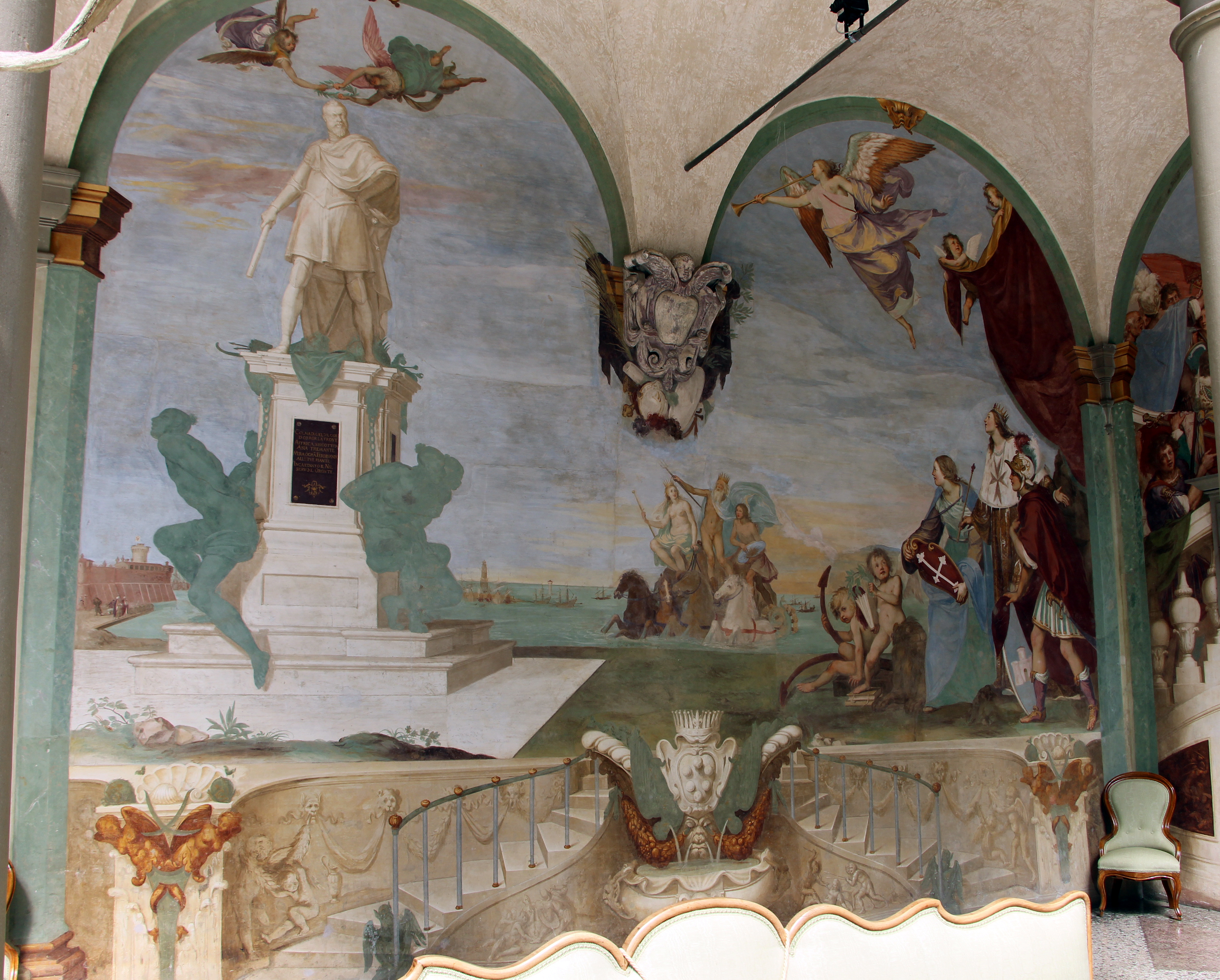
Predominio della Toscana sul mare

La scena è ambientata a Livorno, porto mediceo e città ideale rifondata da Francesco I de' Medici e suo fratello Ferdinando I, all'ombra del monumento dei Quattro Mori, con la statua di Ferdinando incoronata da due vittorie alate. Al centro, sullo sfondo procede il occhio di Nettuno, con Galatea e Perseo (reggente lo scudo di Medusa), a cui il dio del mare indica la statua. Essi navigano tra un nutrito gruppo di galee dell'Ordine di Santo Stefano.
A destra, davanti a un drappo retto da putti in volto e sotto una personificazione della Fama, si vedono le allegorie della Toscana (con lo scudo crociato), del Granducato (con corona, scettro e mantella con la crode dell'Ordine) e di Livorno, con lo stemma col castello.
I monocromi sul basamento sono fortemente ridipinti da Gaetano Bianchi, che in parte dovette reinventarli. Le incisioni documentano però la presenza in antico di un tiaso marino.

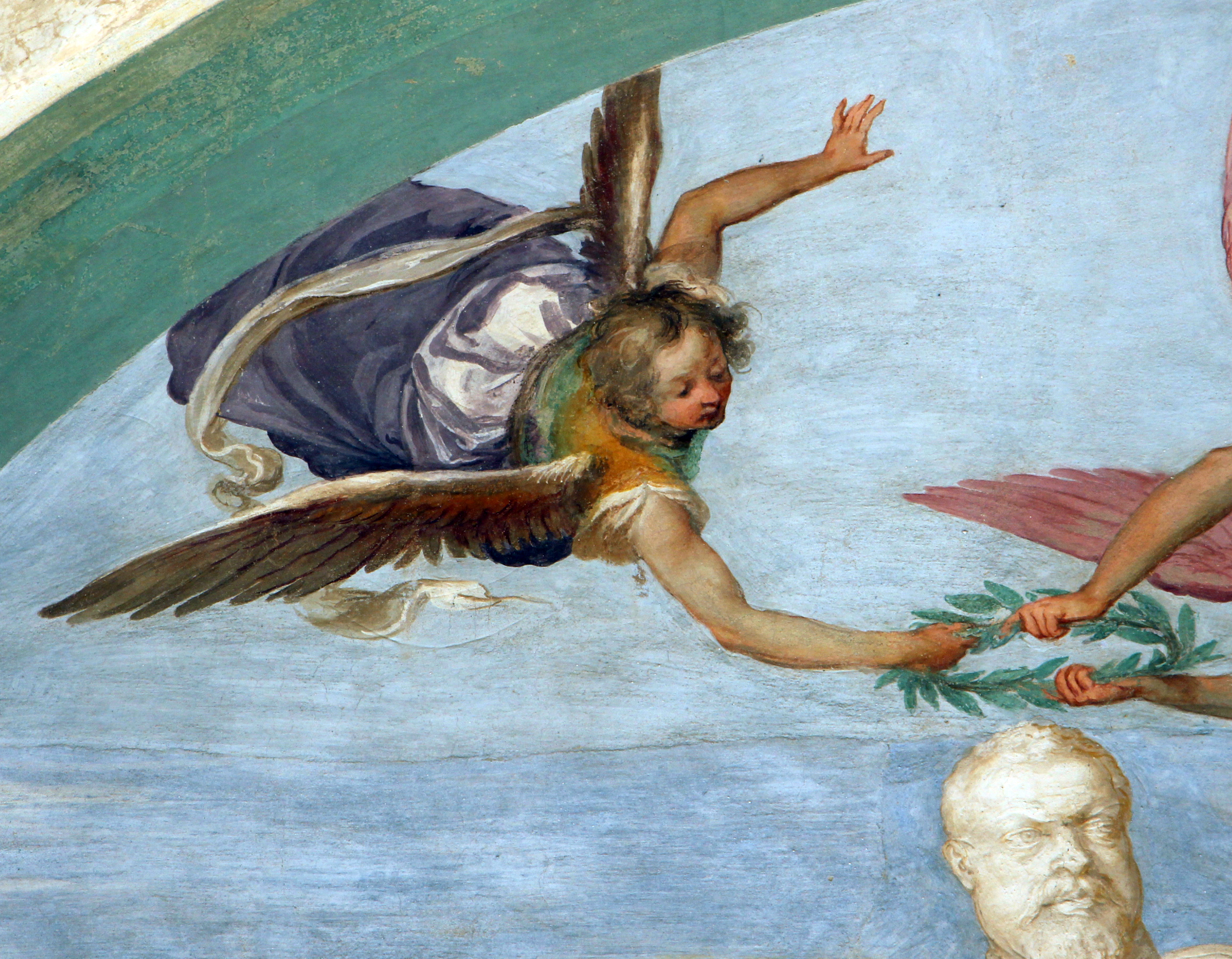
Dettaglio
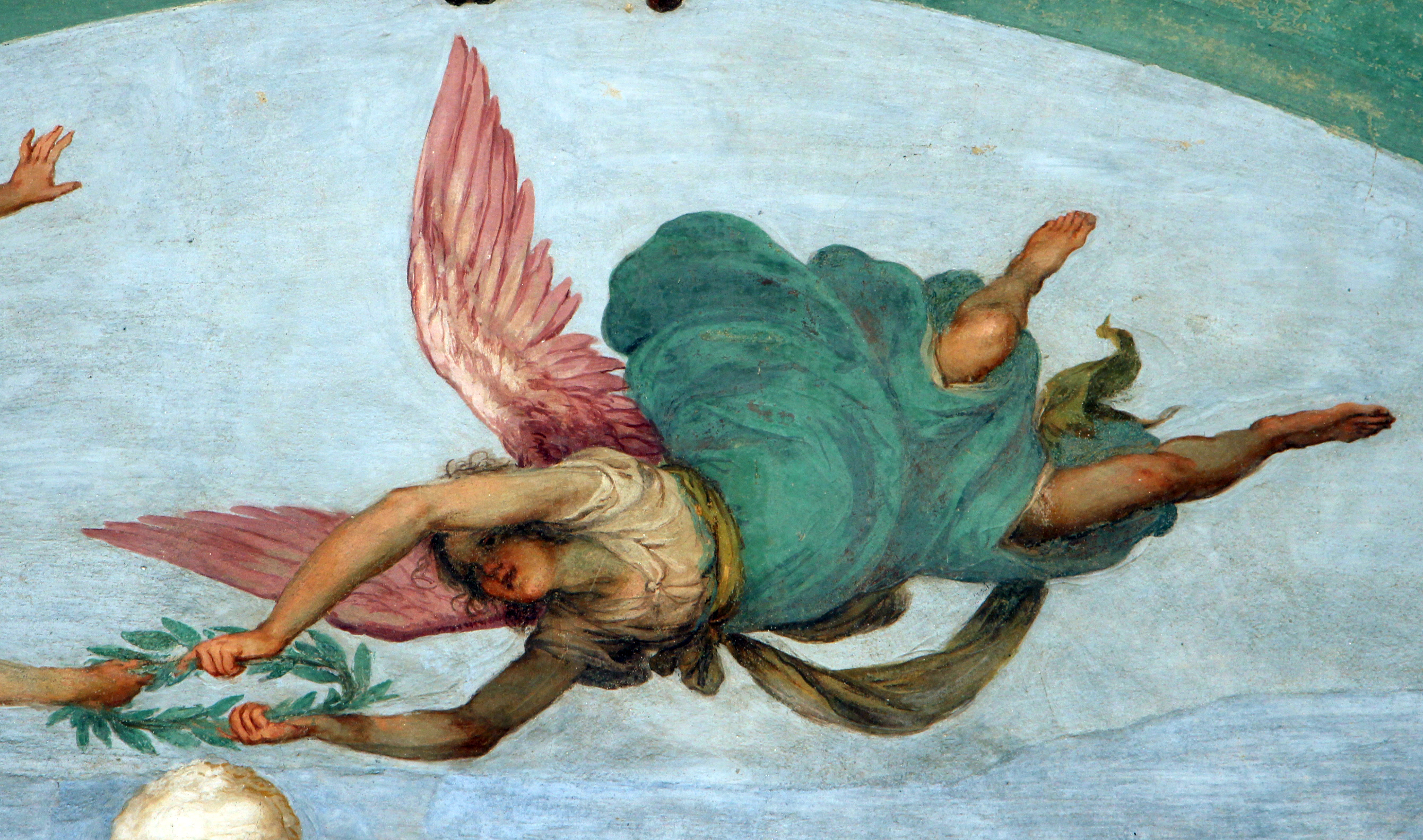
Dettaglio
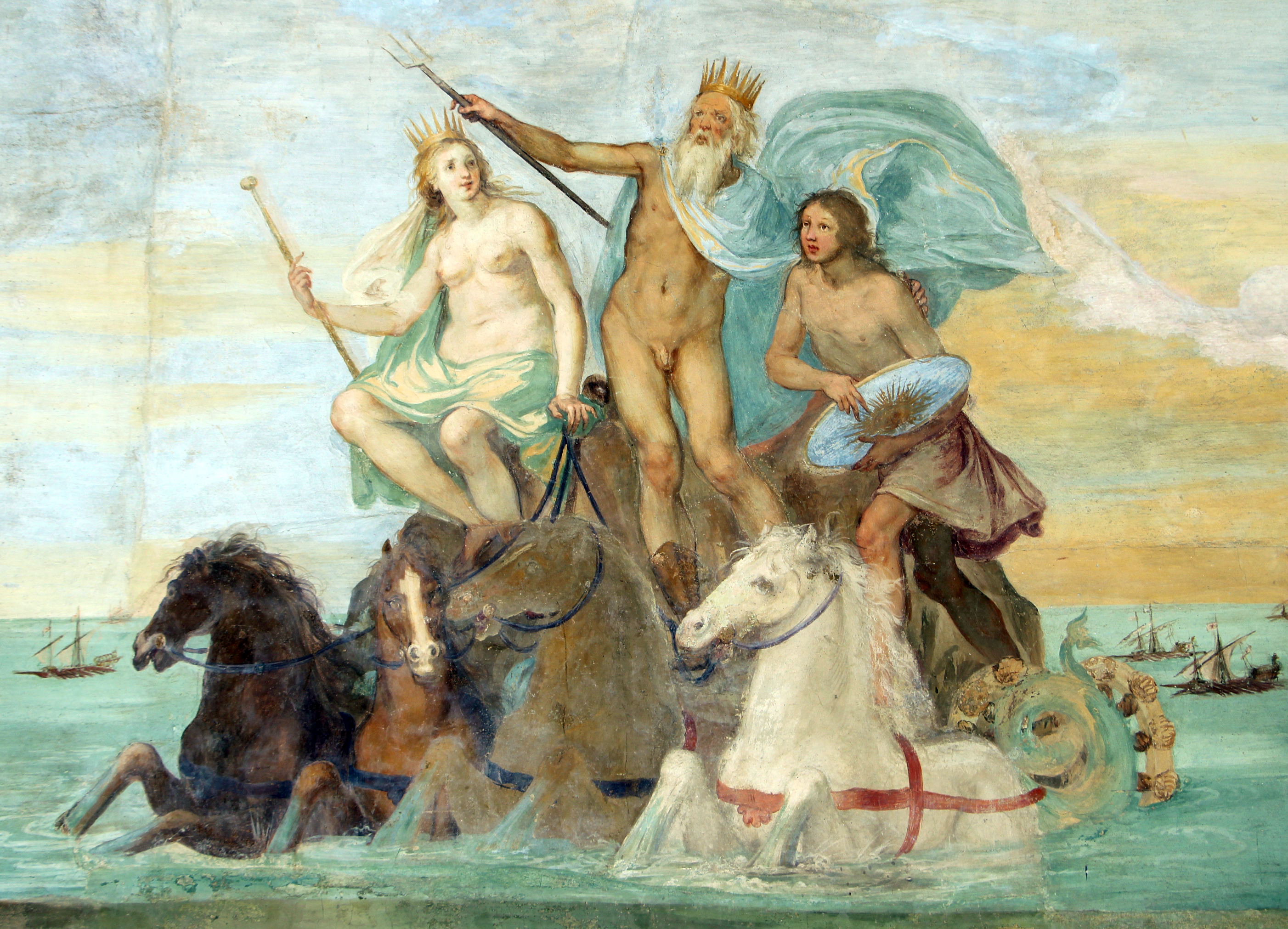
Il cocchio di Nettuno
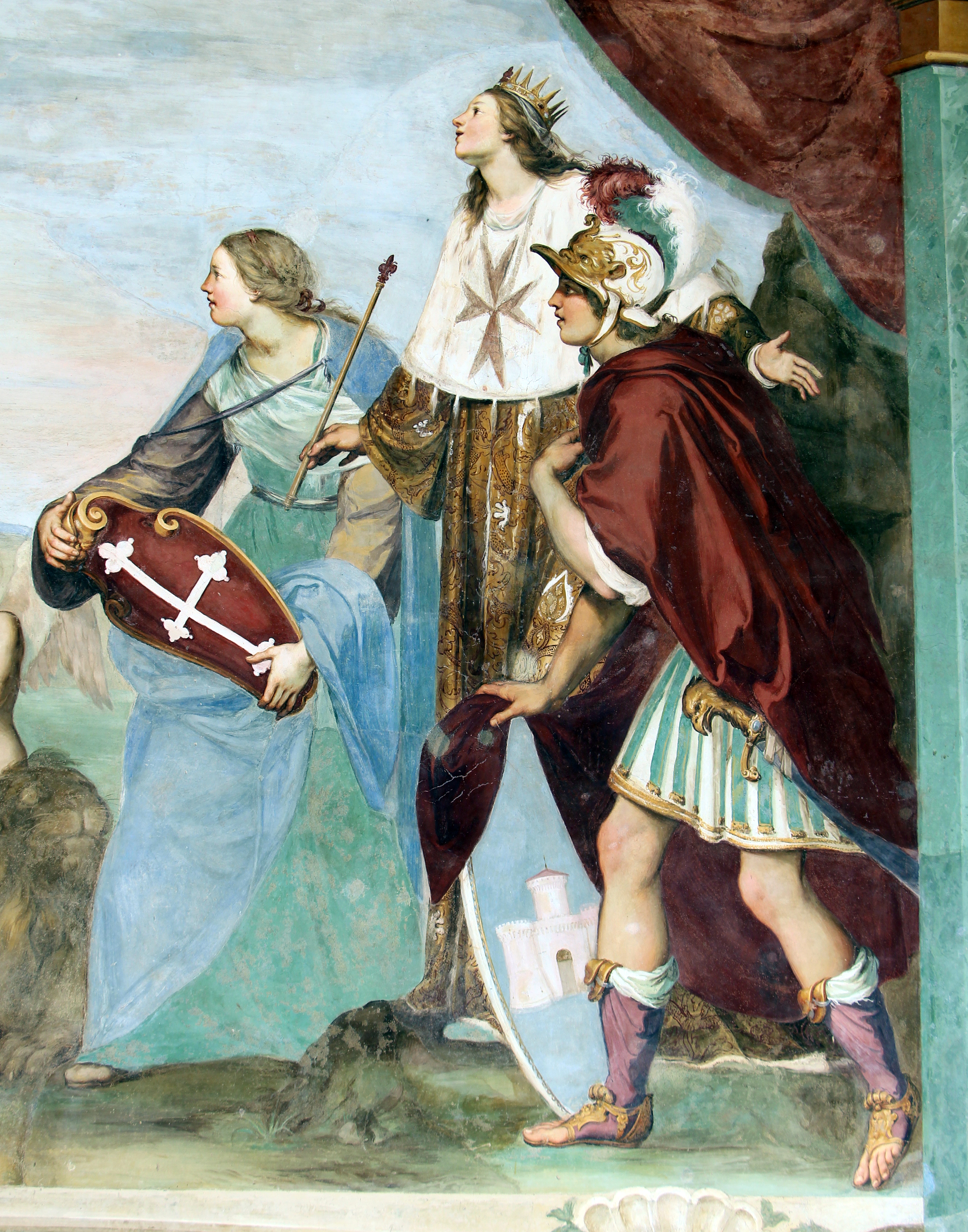
Dettaglio

### Giuliano Duca di Nemours e Lorenzo Duca d'Urbino sul Campidoglio

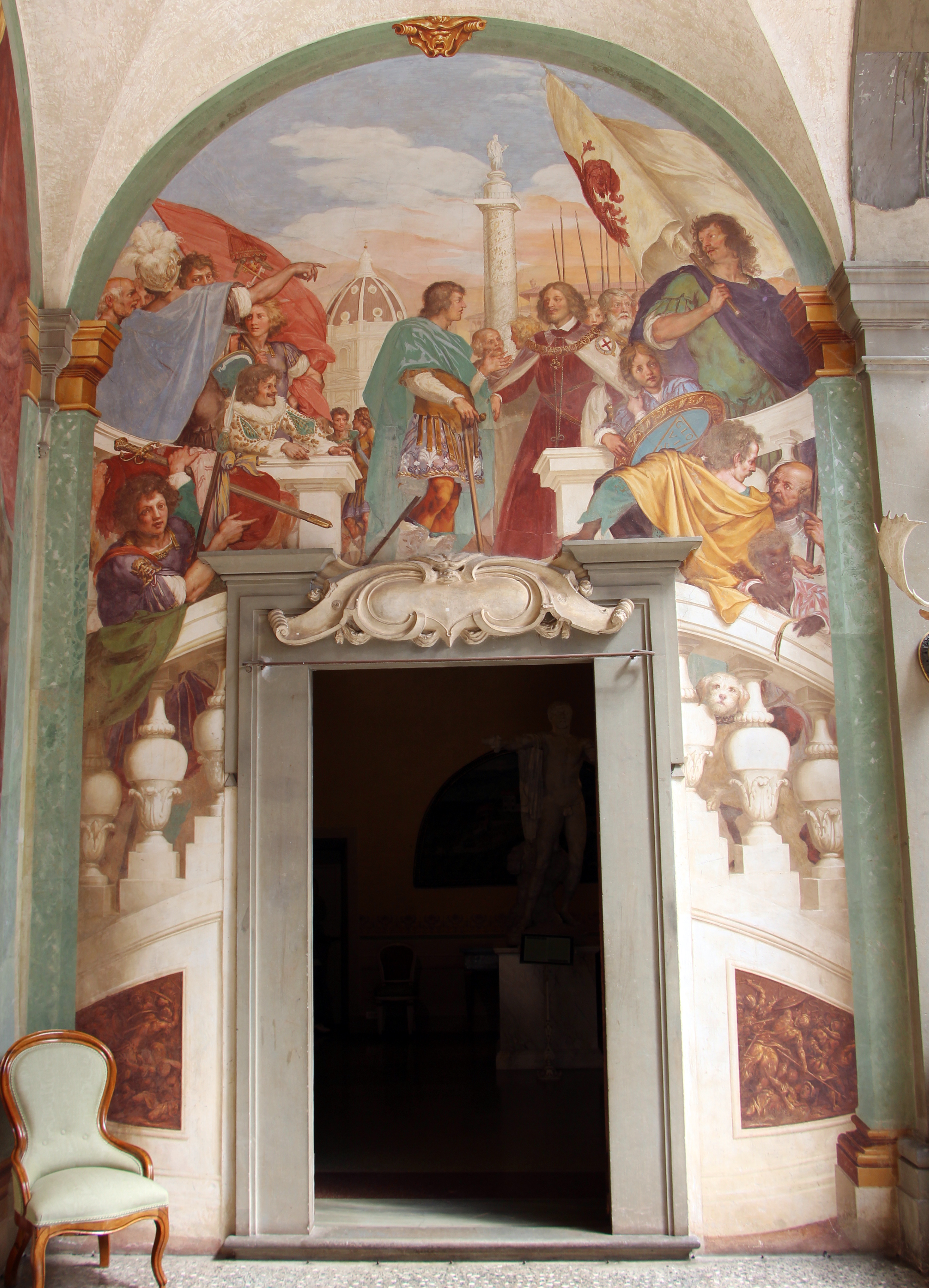
Giuliano Duca di Nemours e Lorenzo Duca d'Urbino sul Campidoglio

Giuliano Duca di Nemours e Lorenzo Duca d'Urbino furono i primi due personaggi di Casa Medici a ricevere un titolo nobiliare, grazie anche all'appoggio del loro parente (rispettivamente fratello per il primo e zio per il secondo) Leone X. La scena, ambientata sul Campidoglio, mostra Giuliano che passa il titolo di Capitano generale della Chiesa al nipote Lorenzo. La scenografia impostazione con la ripida scalinata è ripresa da quella della scena sul lato opposto, di Leone X, ma qui dimostra una maggiore scioltezza e un miglior dinamismo nella disposizione dei personaggi.
Sullo sfondo di un arioso cielo tinto di rosso, si vede il profilo della cupola di San Pietro (corredata però da tegole rosse che la fanno assomigliare assai alla cupola del Duomo di Firenze) e la colonna Traiana. Al centro si trova Lorenzo, col manto verde, che stringe la mano a Giuliano, riconoscibile per il collare dell'Ordine della Giarrettiera. Tra bandiere fiorentine e dello Stato pontificio, stanno ai lati due gruppi di astanti, in cui sono rappresentati amici e uomini della corte di Don Lorenzo, il committente, tra cui i buffone Tommaso Trafredi (a sinistra, riccamente abbigliato), un fanciullo che regge uno scudo con la scritta Glovis, e un uomo calvo, sulla scala di destra, che tiene al guinzaglio un cane che dovette appartenere a Don Lorenzo, amante della caccia. Si vede qui anche un paggio di colore.
Nella parte inferiore sono rappresentate scene di battaglia nei bassorilievi a monocromo, allusive alle imprese militari dei duchi.

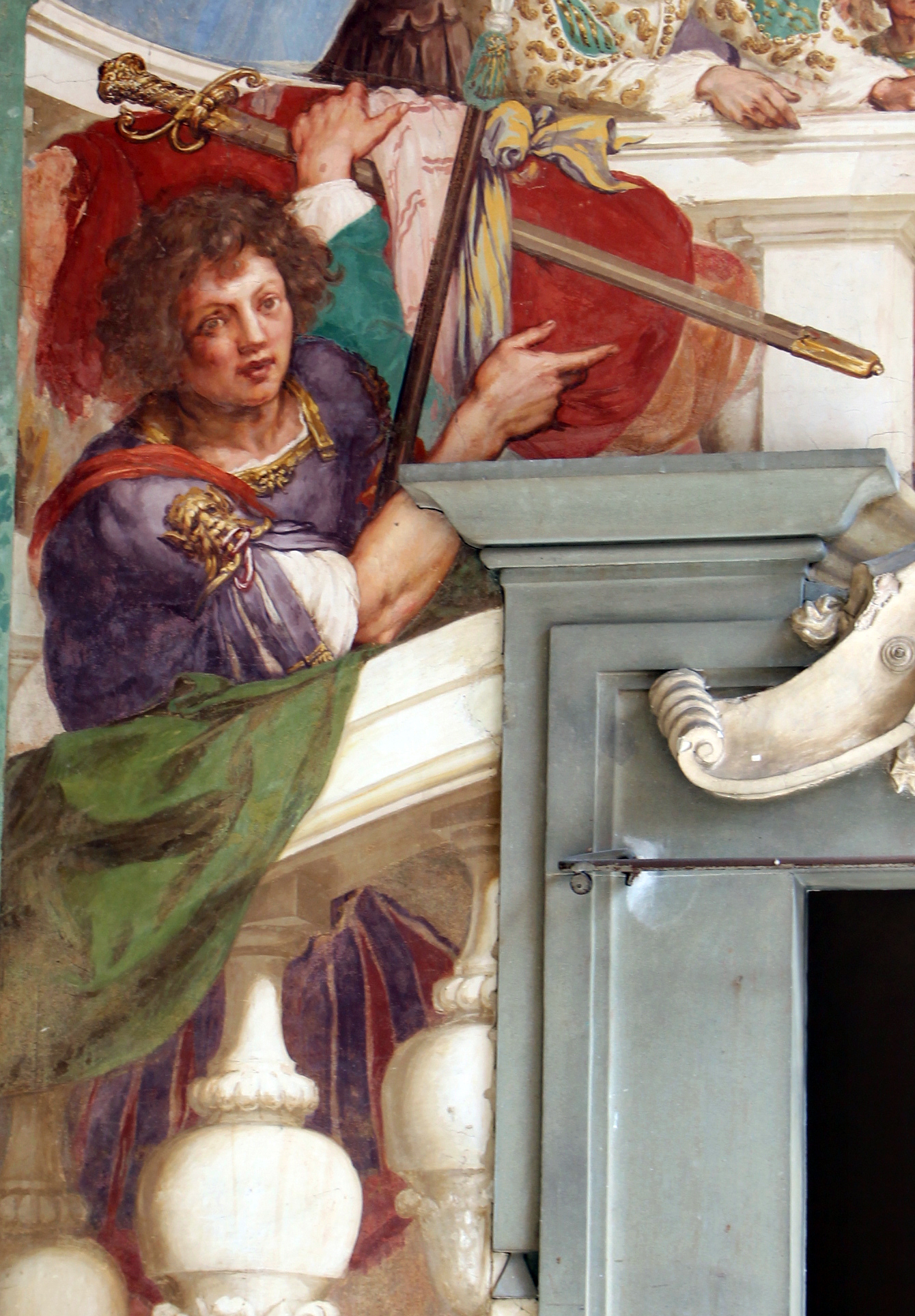
Dettaglio
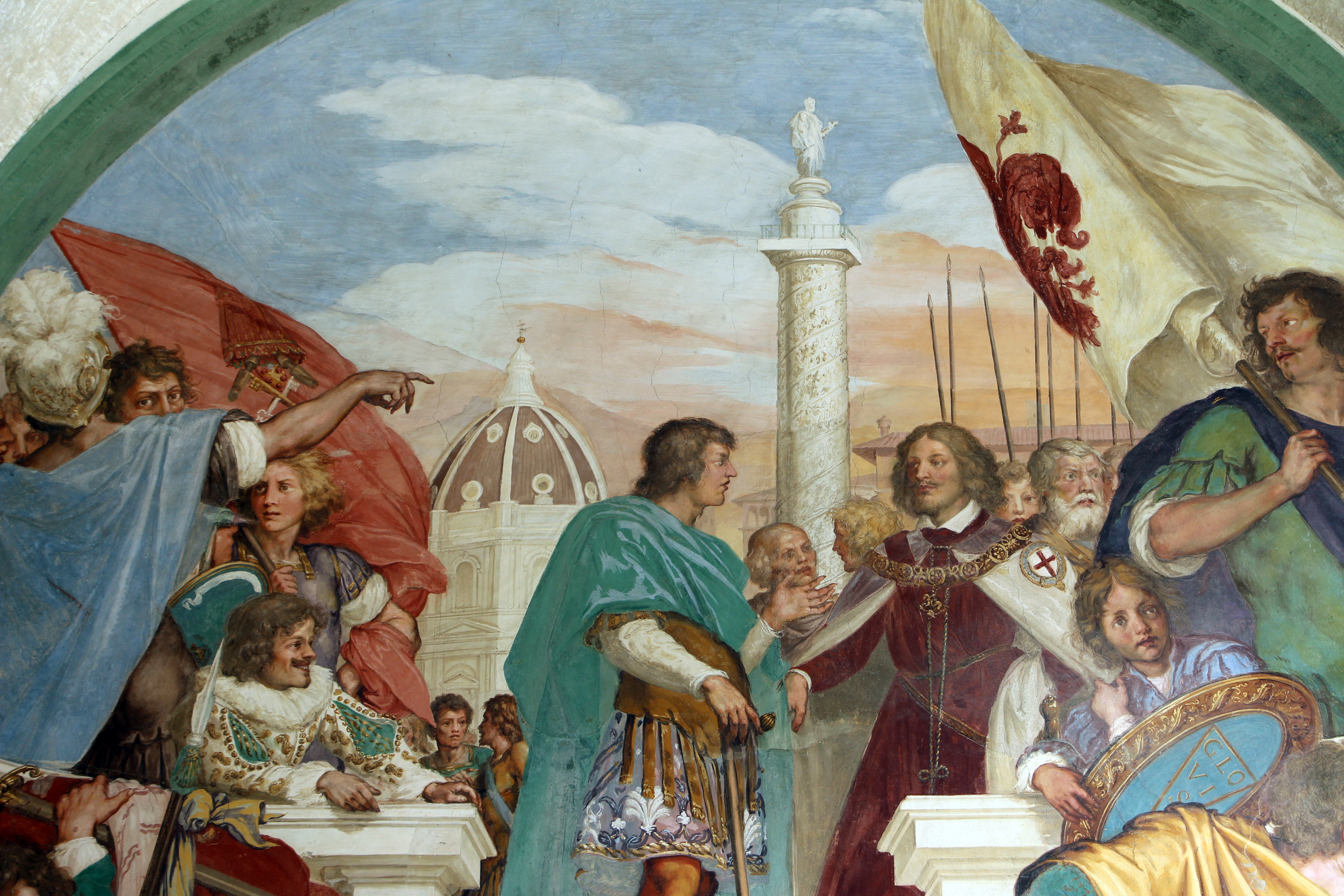
Panorama ideale di Roma
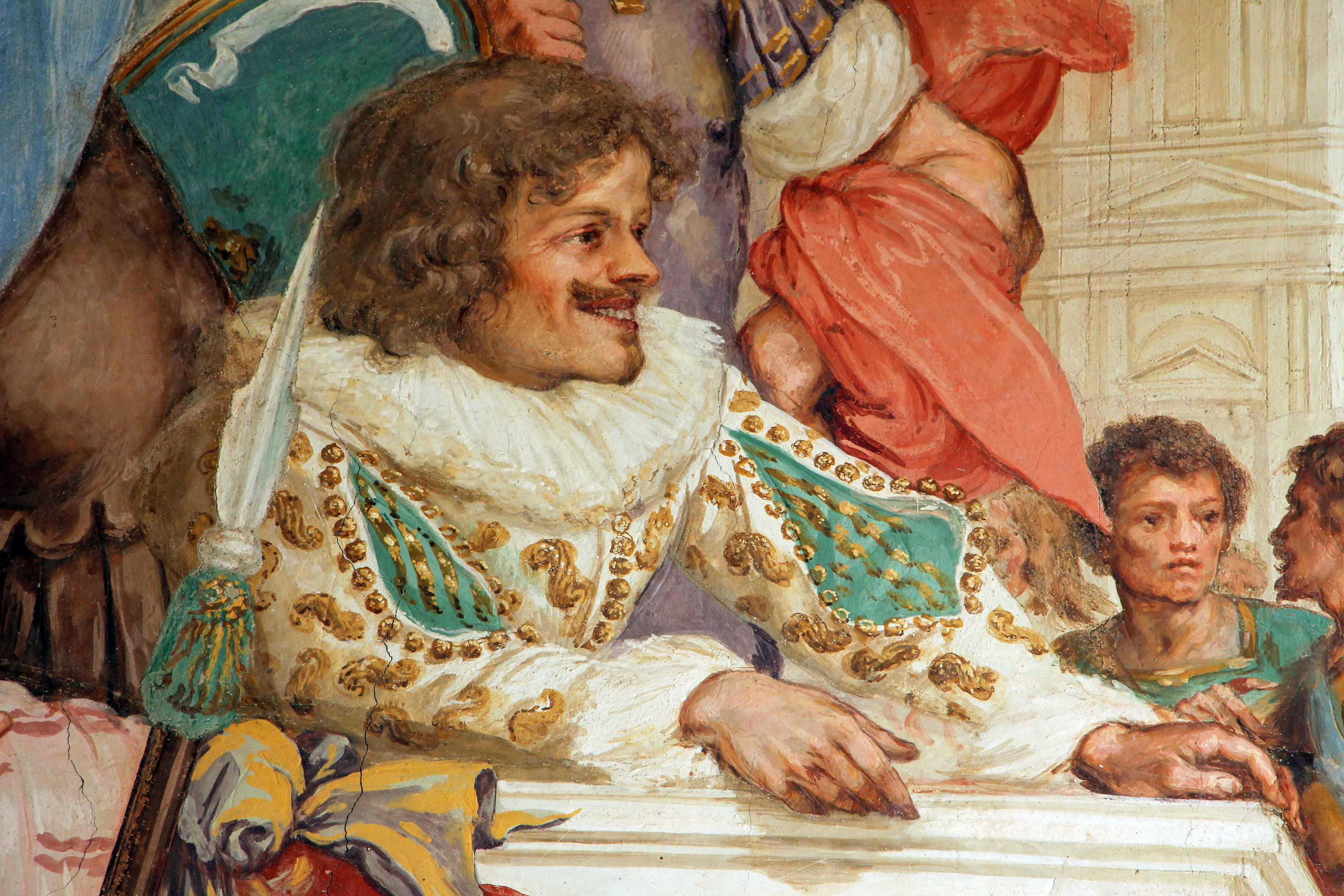
Tommaso Trafredi
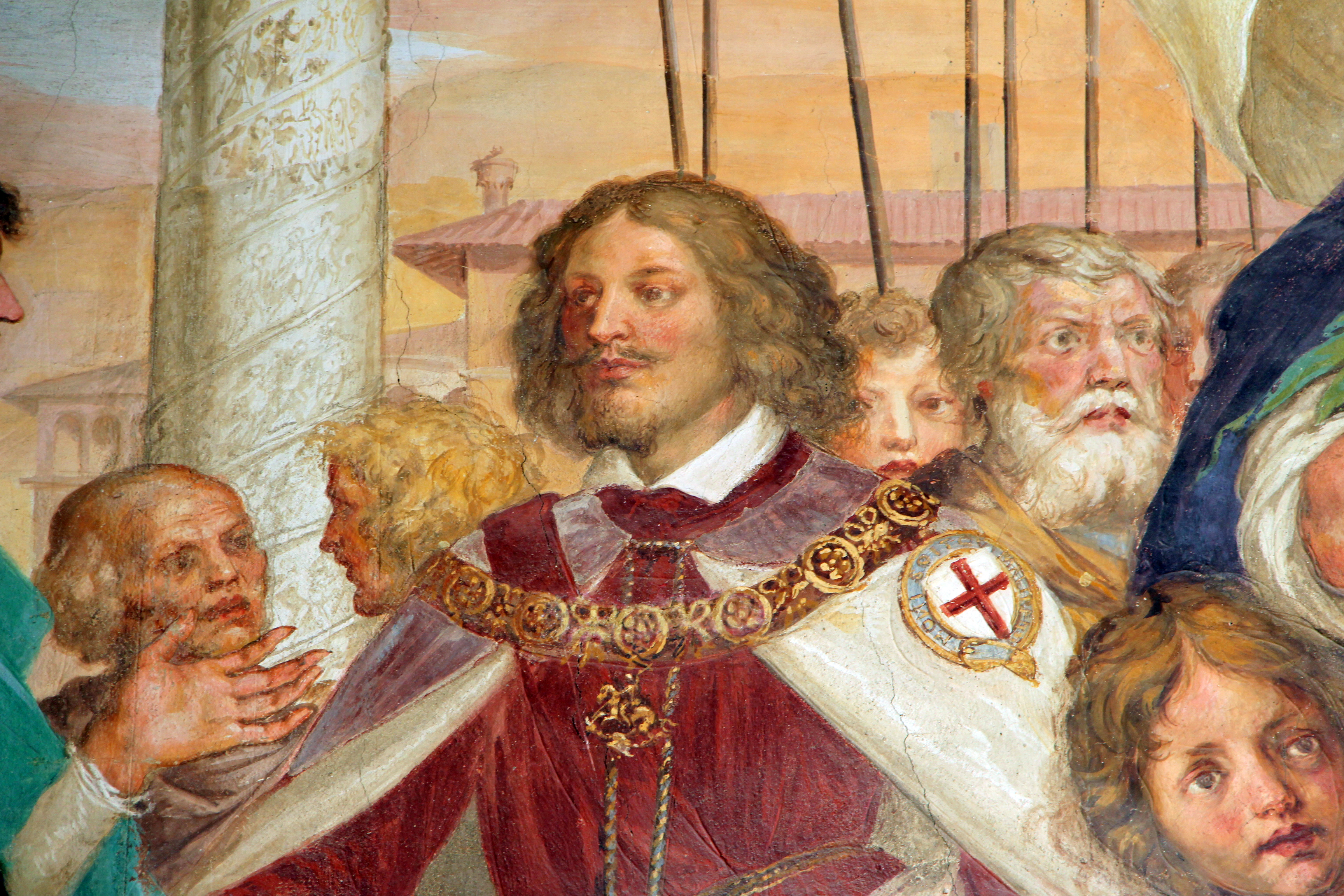
Giuliano
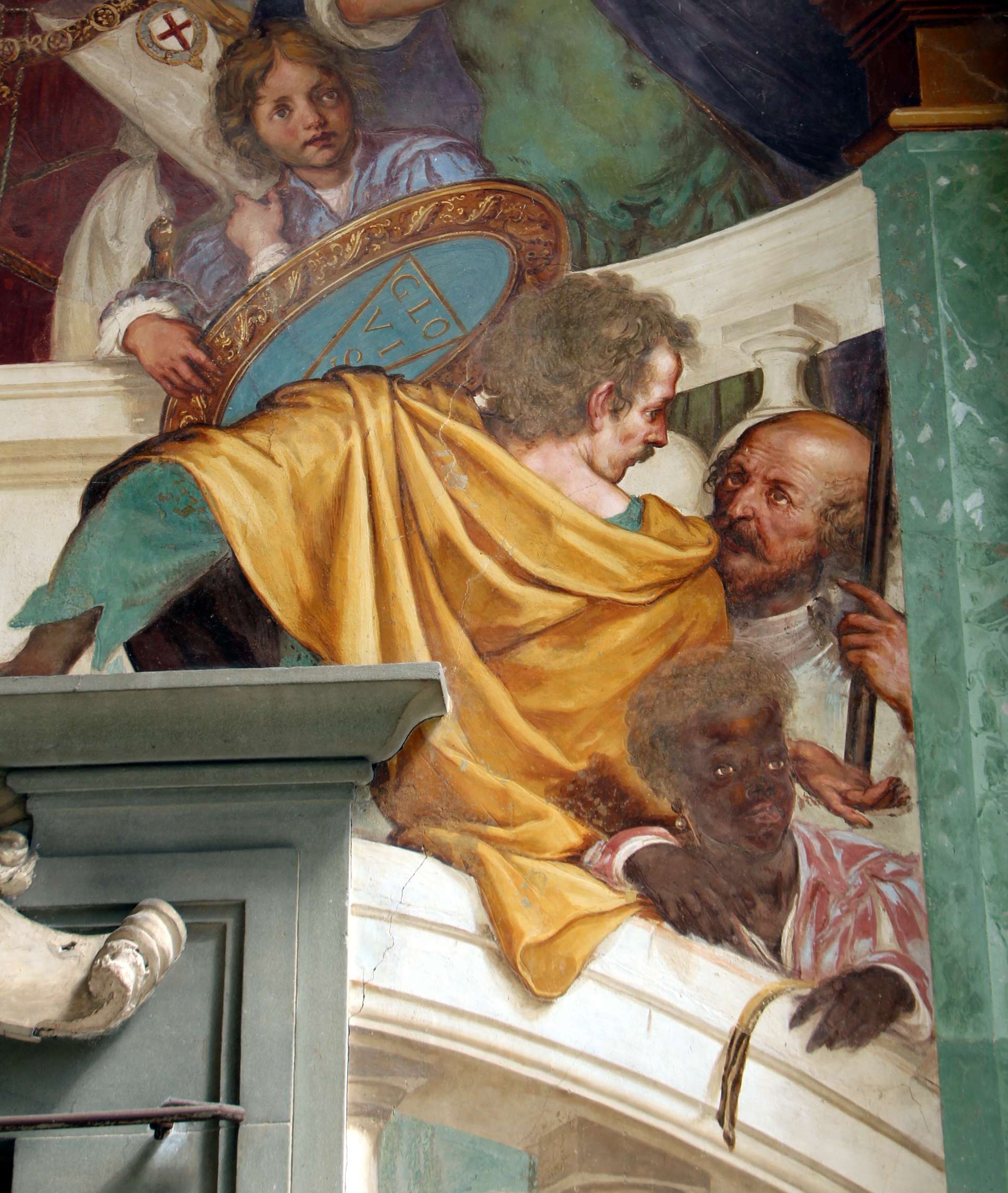
Dettaglio
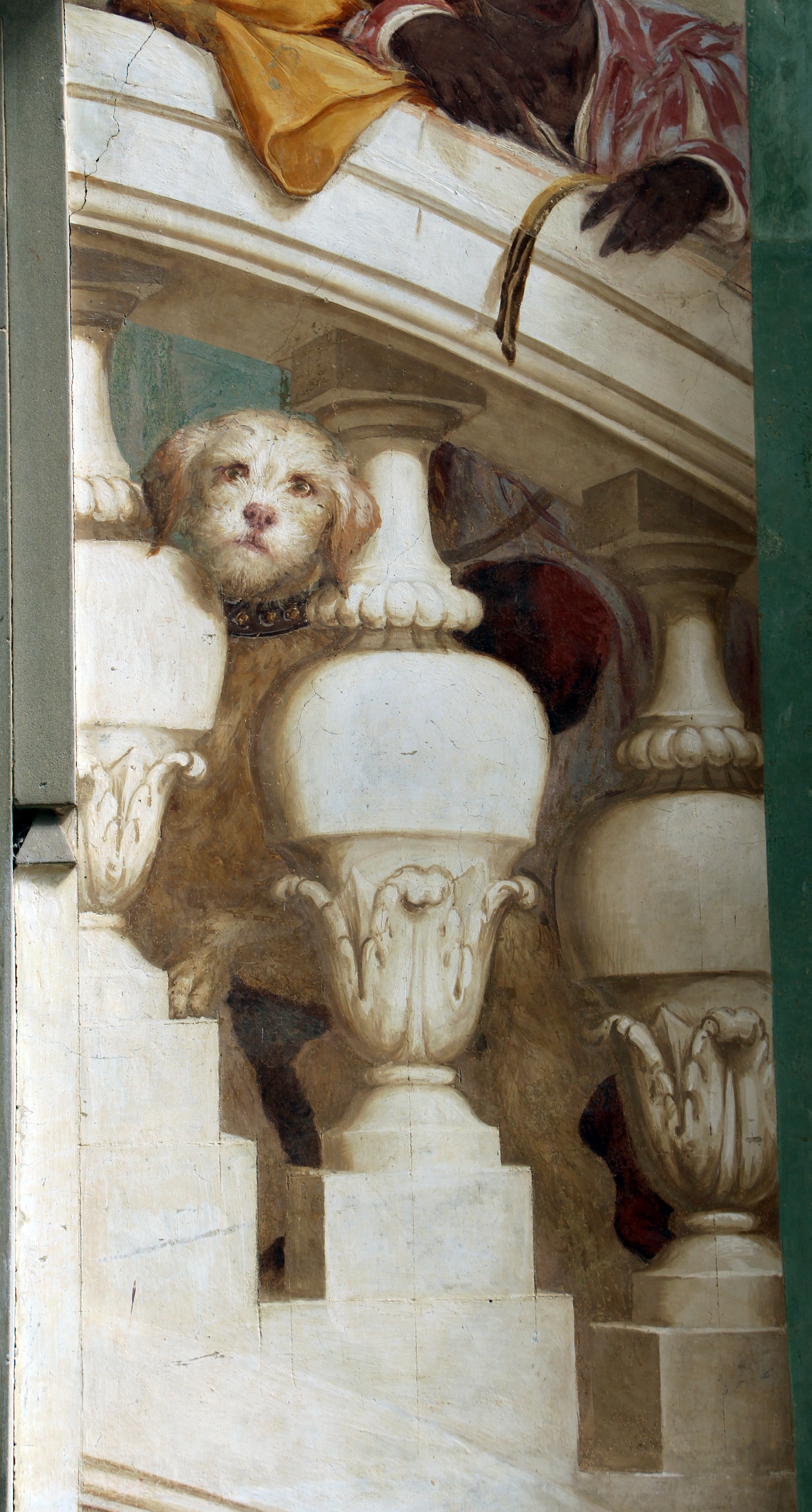
Il cane

### Alessandro primo duca di Firenze

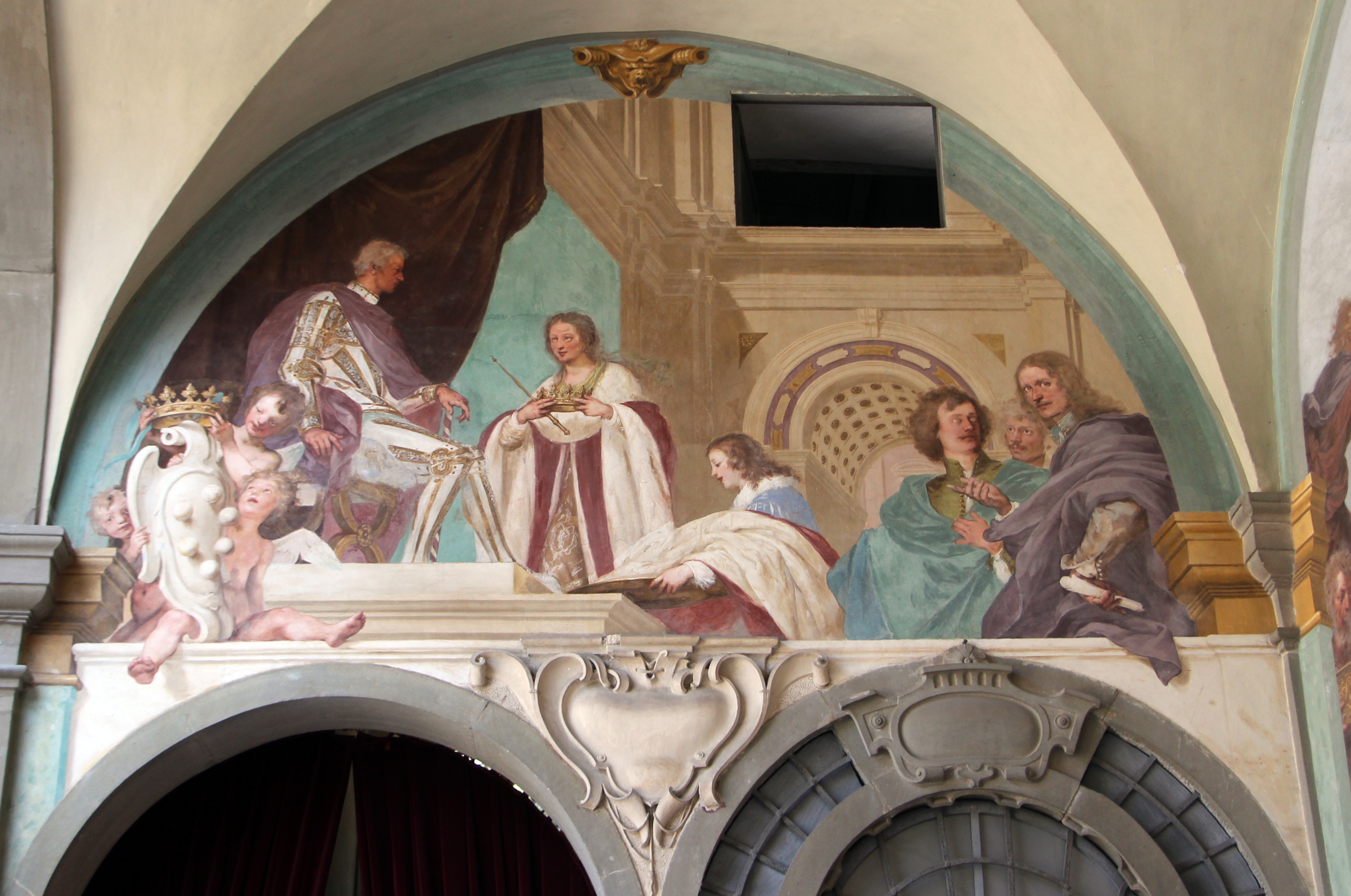
Alessandro primo duca di Firenze

Probabilmente l'ultima scena ad essere dipinta, è collocata sopra le porte dello scalone e di quella che era la cappellina terrena (futura camera da letto di Cosimo III de' Medici).
Su una specie di loggiato sopraelevato, il duca Alessandro de' Medici sta seduto in trono mentre riceve il suo titolo con gli attributi ducali dai rappresentanti della Repubblica fiorentina, nel 1531. Il ritratto del duca, il primo sovrano ufficiale di Firenze della casata, è modellato su quello di Vasari. A sinistra tre putti giocosi reggono uno stemma mediceo, mentre a destra l'artista rappresentò, come di consueto, un gruppo di gentiluomini suoi amici. Tra questi, ci informa il Baldinucci, si trova l'autoritratto stesso dell'artista, vestito di verde e guardante verso lo spettatore.

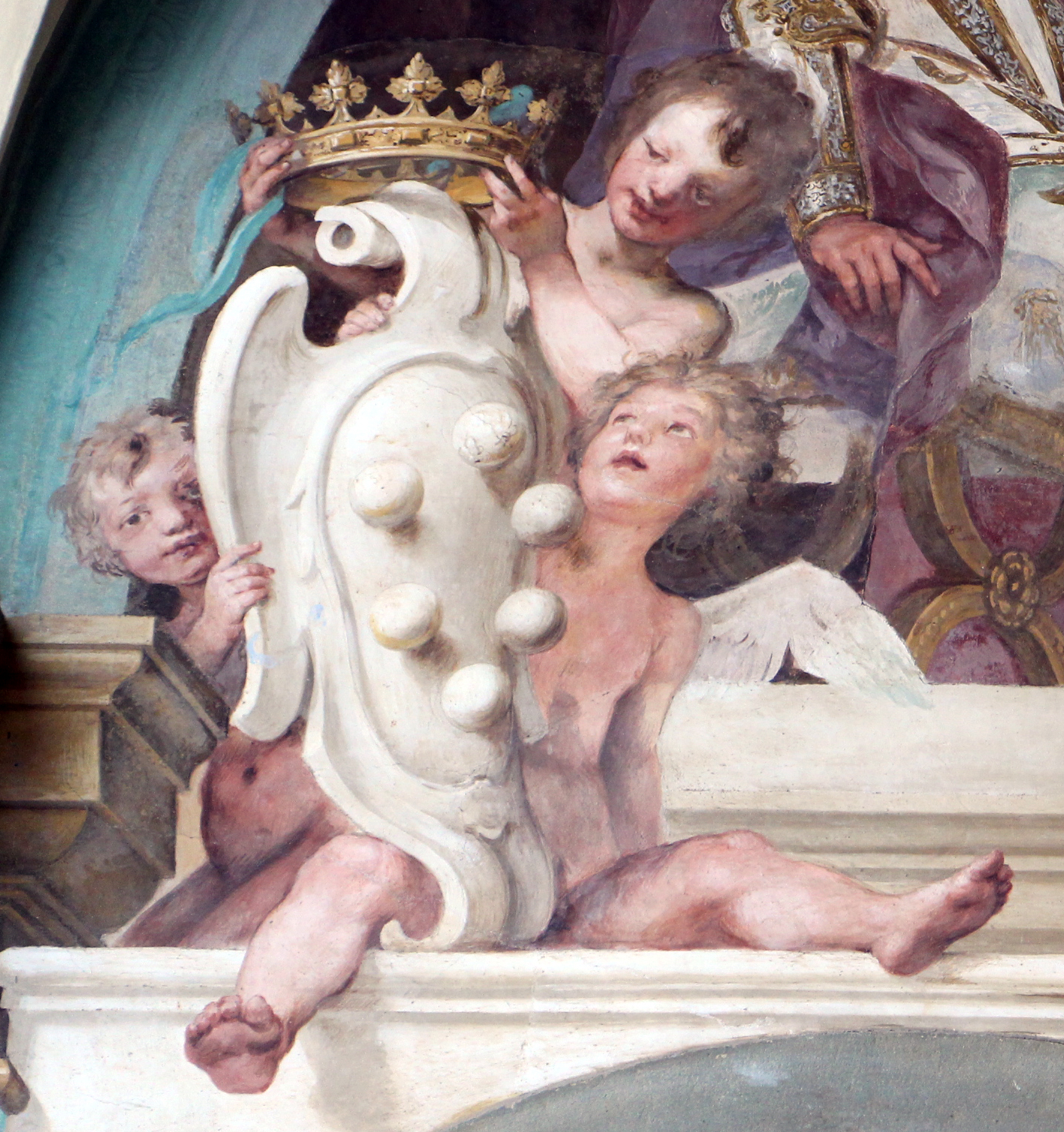
Stemma mediceo tra putti
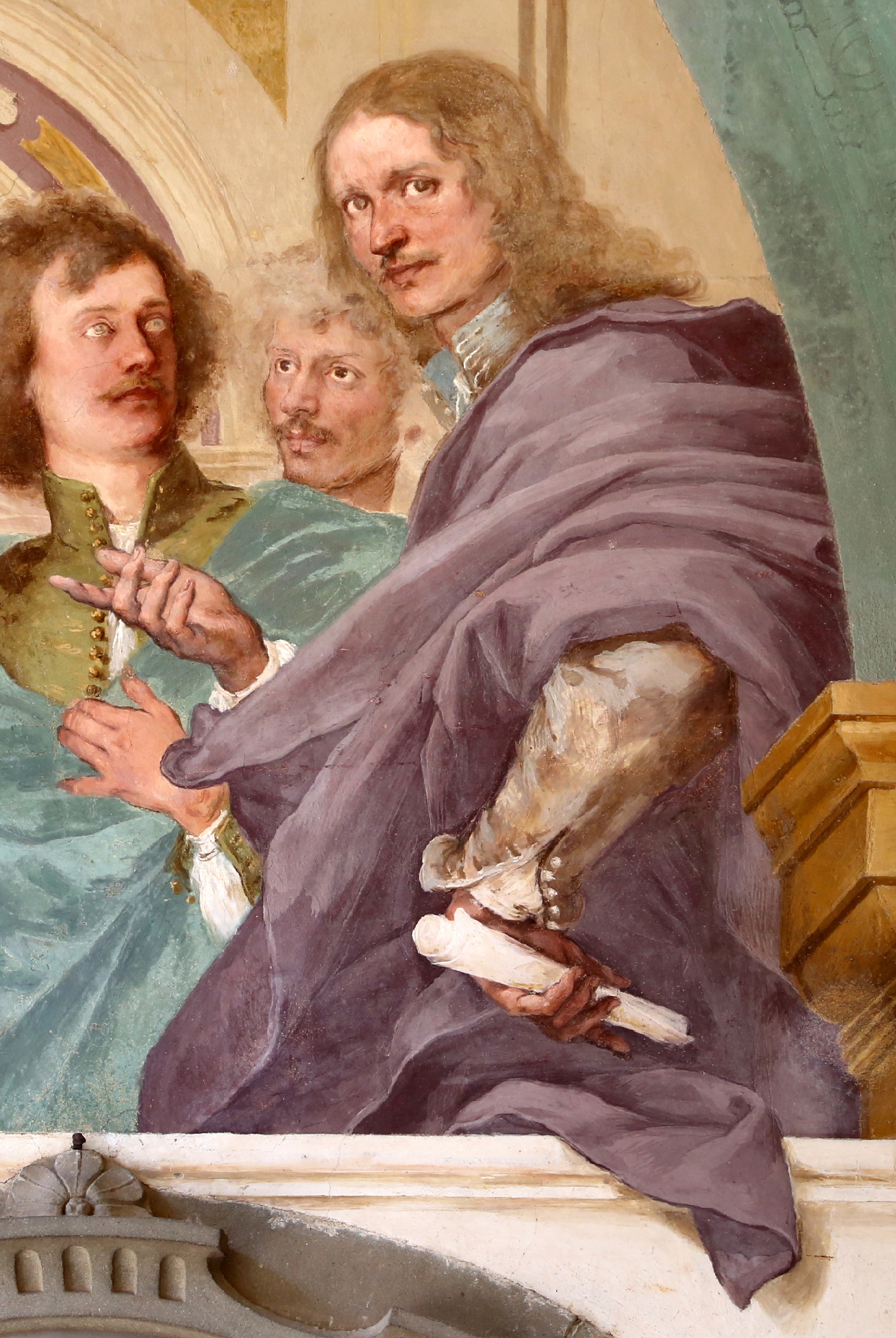
Autoritratto

### Cosimo II riceve i vincitori dell'impresa di Bona

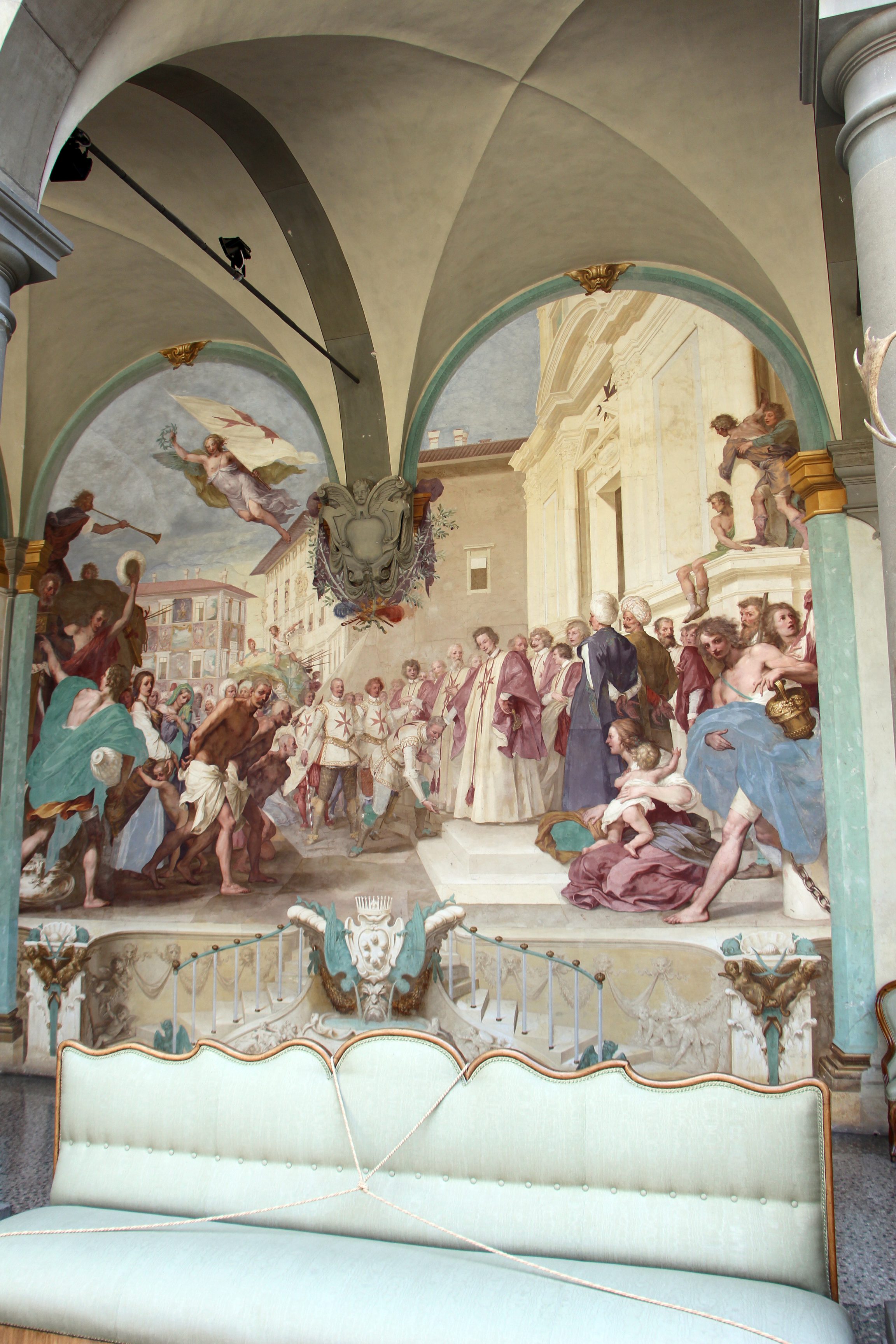
Cosimo II riceve i vincitori dell'impresa di Bona

Sullo sfondo di piazza dei Cavalieri a Pisa, riprodotta con una cura degna di un vedutista, Cosimo II, ancora erede al trono riceve sul sagrato della chiesa di Santo Stefano dei Cavalieri i nobili toscani impegnati in una vittoriosa spedizione nella battaglia di Bona, in Algeria, combattuta tra Genovesi e Turchi il 16 settembre del 1608. Tra i presenti ci sono Silvio Piccolomini, l'ammiraglio Jacopo Inghirami, il marchese Fabrizio di Colloredo e altri cavalieri, scalati in profondità. In primo piano si vedono i prigionieri, che vengono fatti avanzare davanti al bottino di guerra. Gli schiavi incatenati e a torso nudo hanno la loro controparte nei prigionieri vestiti e col turbante vicino al principe. Analoga contrapposizione si legge anche tra le figure che aprono e chiudono la scena, all'estremità, in un elegante contrapposto di fronte e di spalle. Tra questi, quello di destra mostra un giovane che regge un vaso con decoro sbalzato, vicino a una figura femminile seduta sugli scalini, a cui si richiama la giovane madre in piedi che tiene il figlioletto nudo al grembo, sul lato opposto. Molti curiosi affollano la scena, tra cui alcuni che si arrampicano sulla facciata della chiesa, rielaborando un popolare motivo raffaellesco delle Stanze Vaticane.
La scena mostra una pennellata morbida e solare, memore dello studio delle opere di Correggio viste nel recente viaggio formativo nel Nord-Italia.

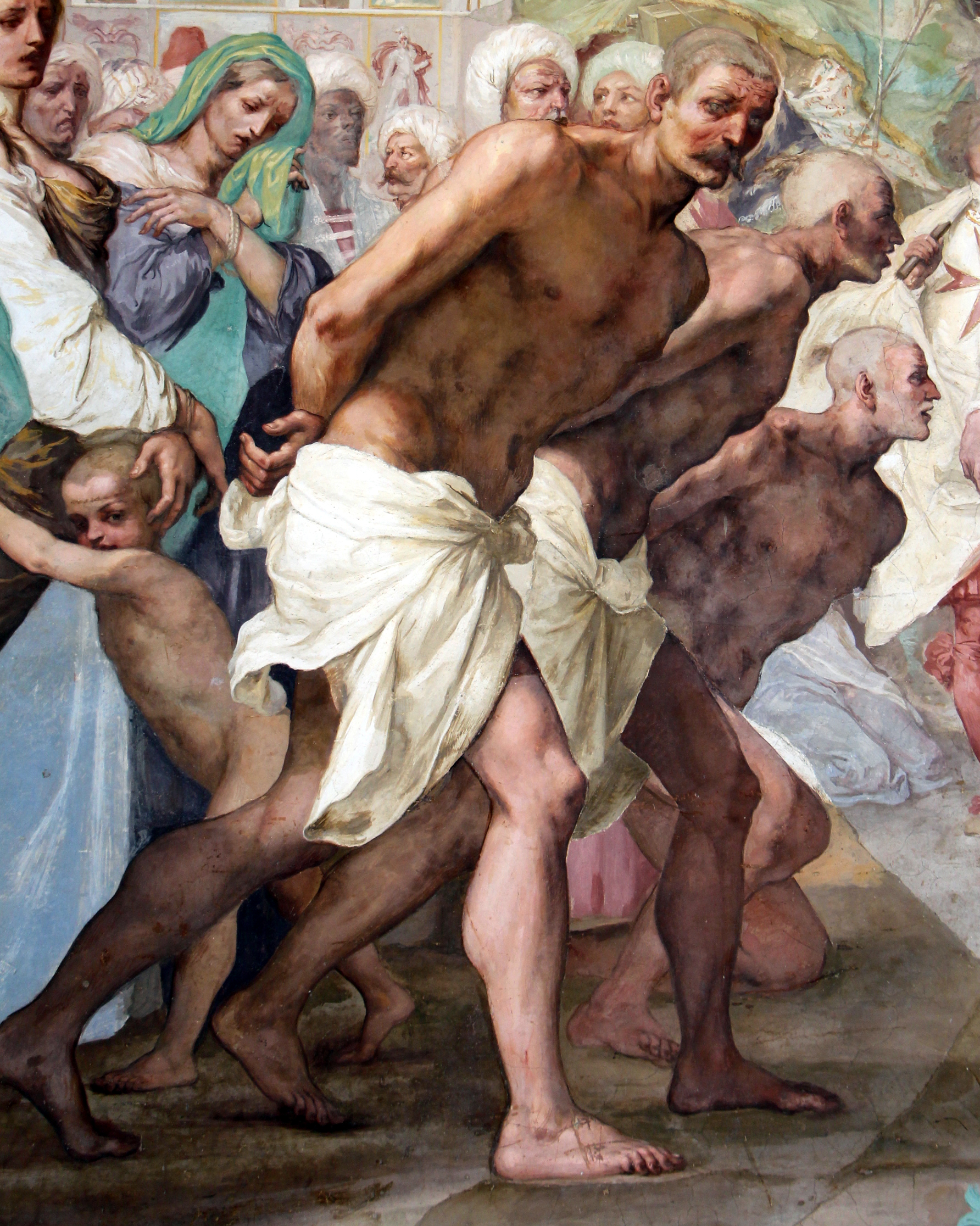
Dettaglio
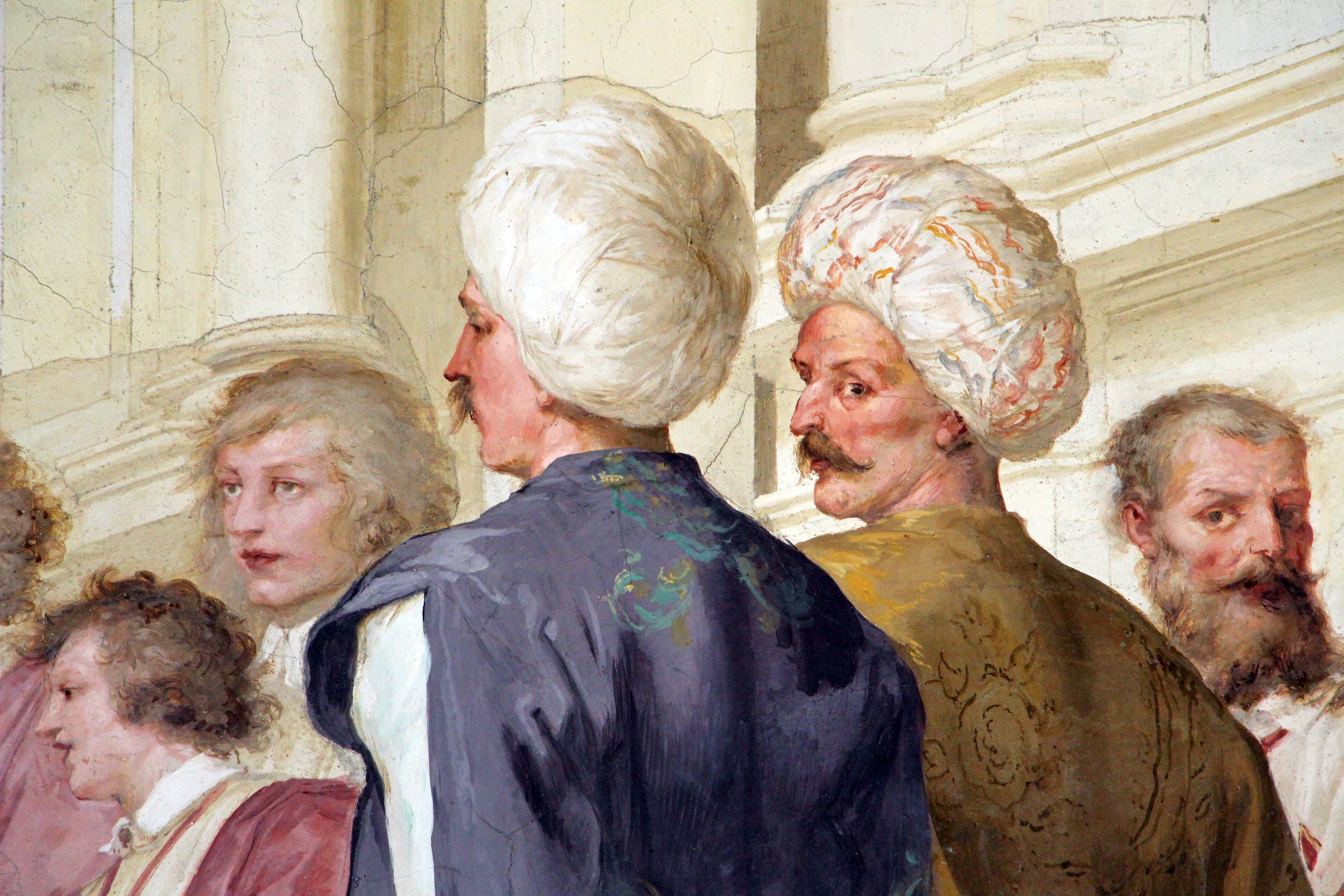
Dettaglio
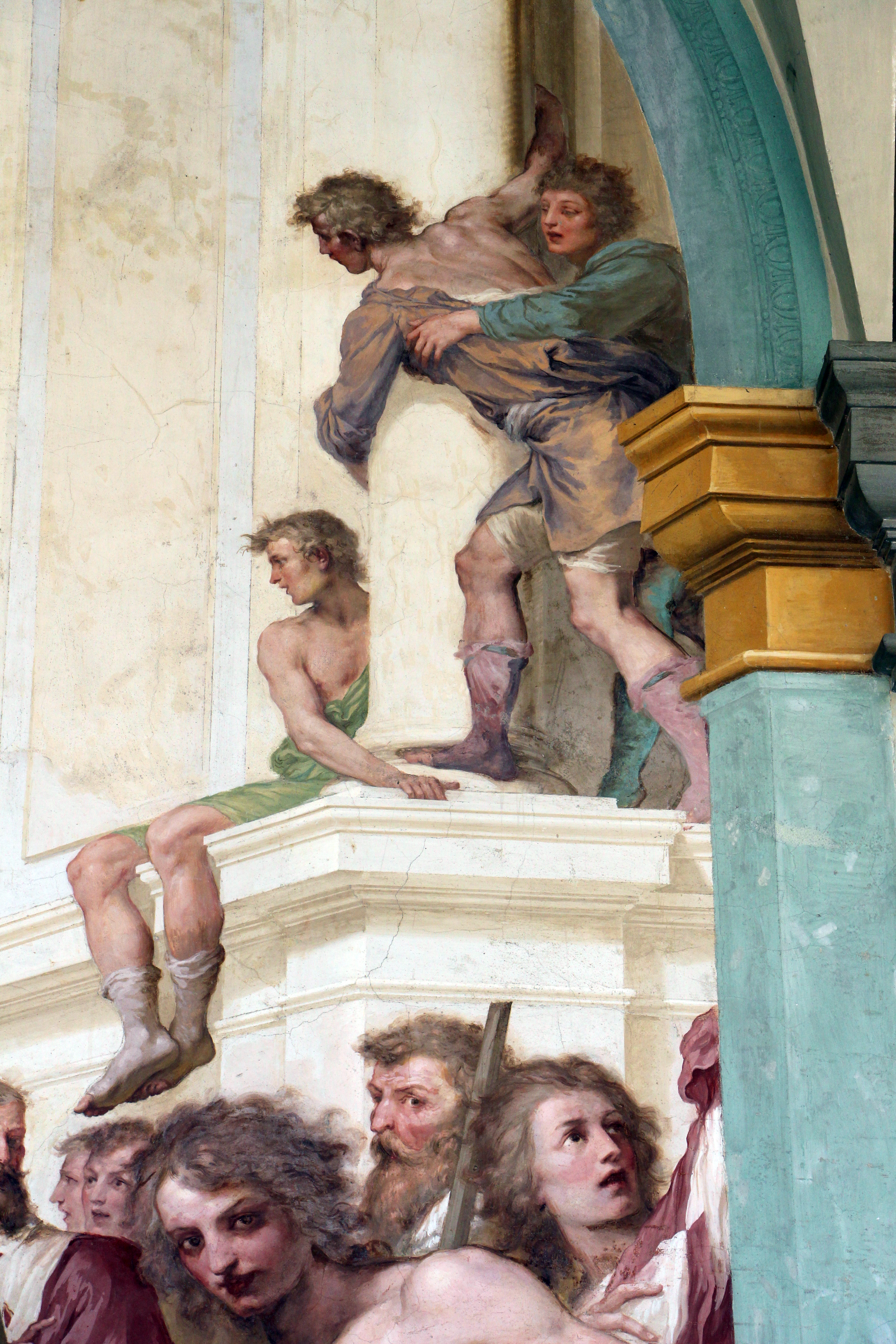
Dettaglio
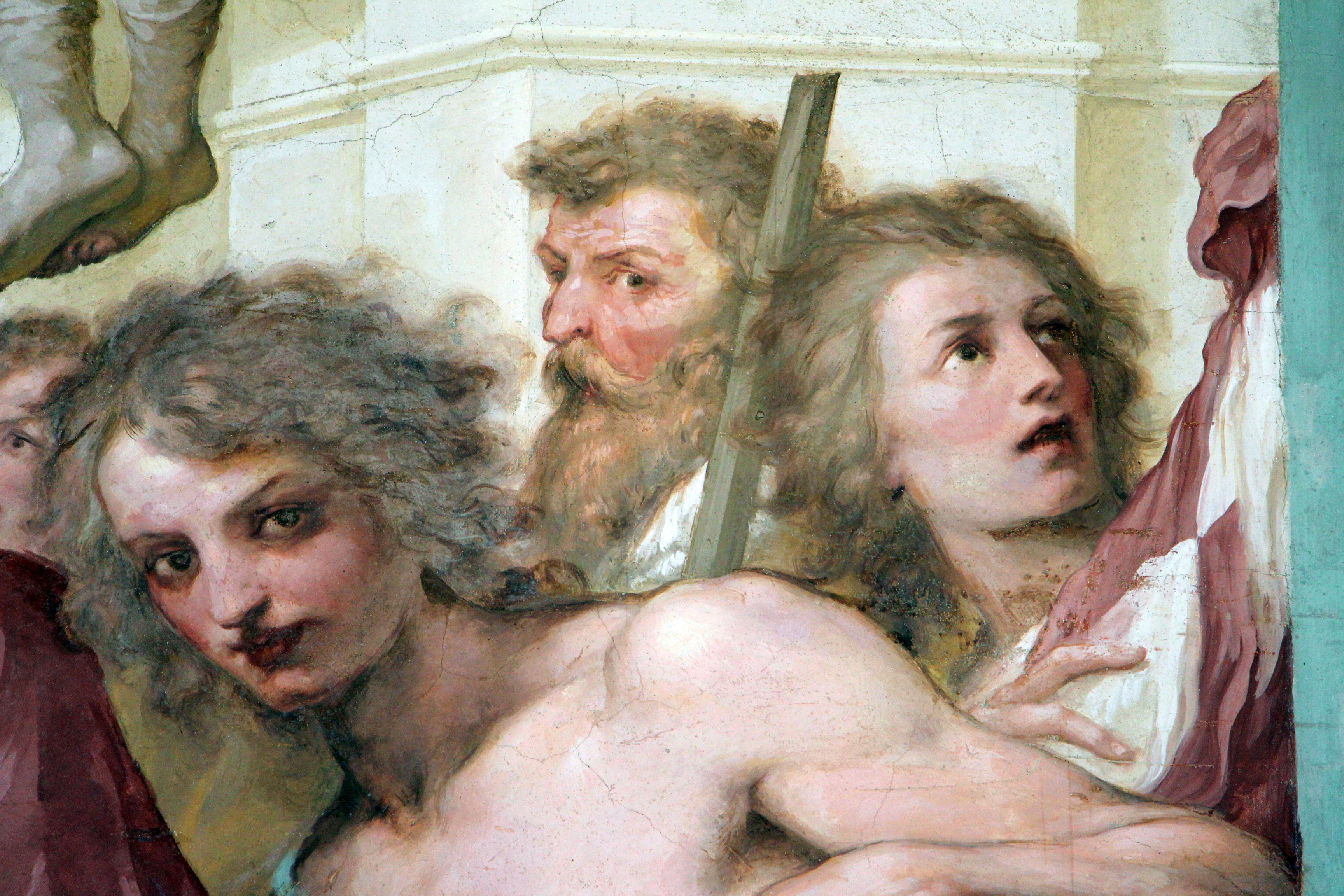
Dettaglio
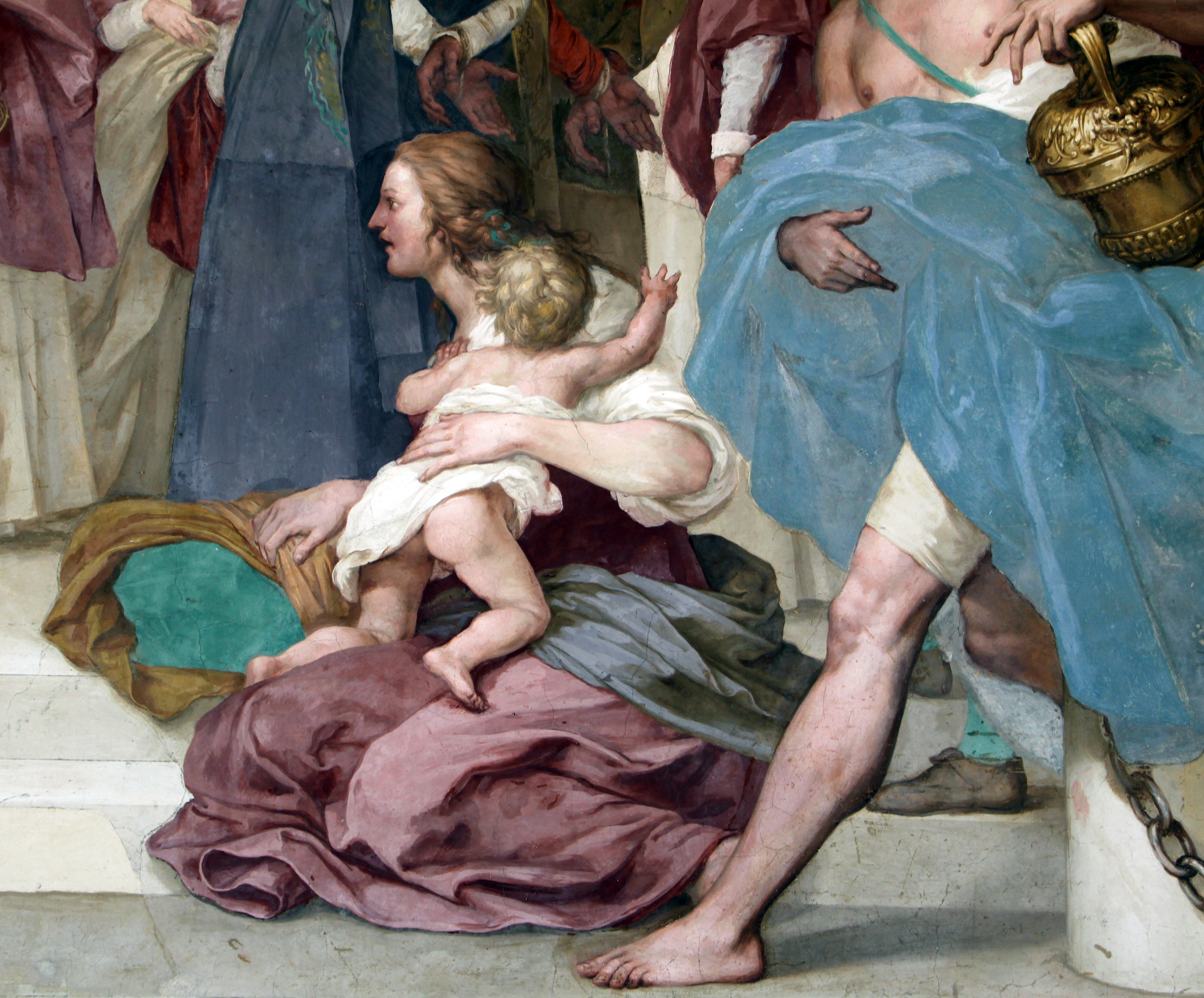
Dettaglio

### Maria de' Medici regina di Francia con i figli

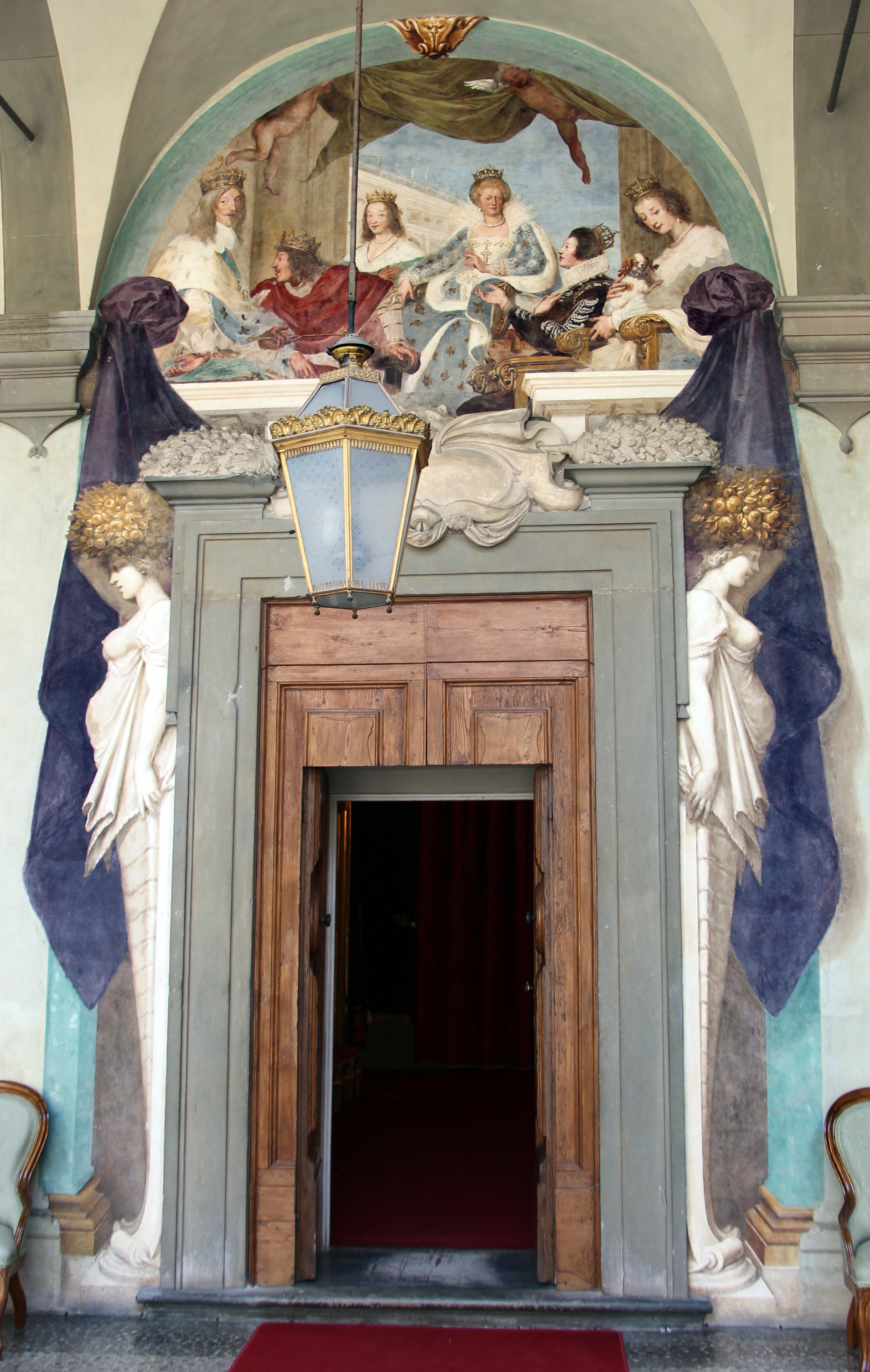
Maria de' Medici regina di Francia con i figli

Rispetto alla lunetta opposta, di Caterina de' Medici, quella di Maria de' Medici coi figli (Luigi XIII, Don Gastone, il principino Nicola, Enrichetta Maria regina d'Inghilterra e Maria Cristina duchessa di Savoia, col cagnolino) si differenzia per un'impostazione più ariosa e sciolta, scevra dalla rigidità dell'altra scena. Nell'ambientazione, che è stata definita neo-veronesiana, i personaggi sono disposti con pose oblique e naturali entro uno spazio monumentale, una loggia aperta verso l'esterno. Gli sguardi, ora penetranti, ora ammiccanti, mostrano l'assorbimento della lezione di Van Dyck, visto nelle opere lasciate a Genova.

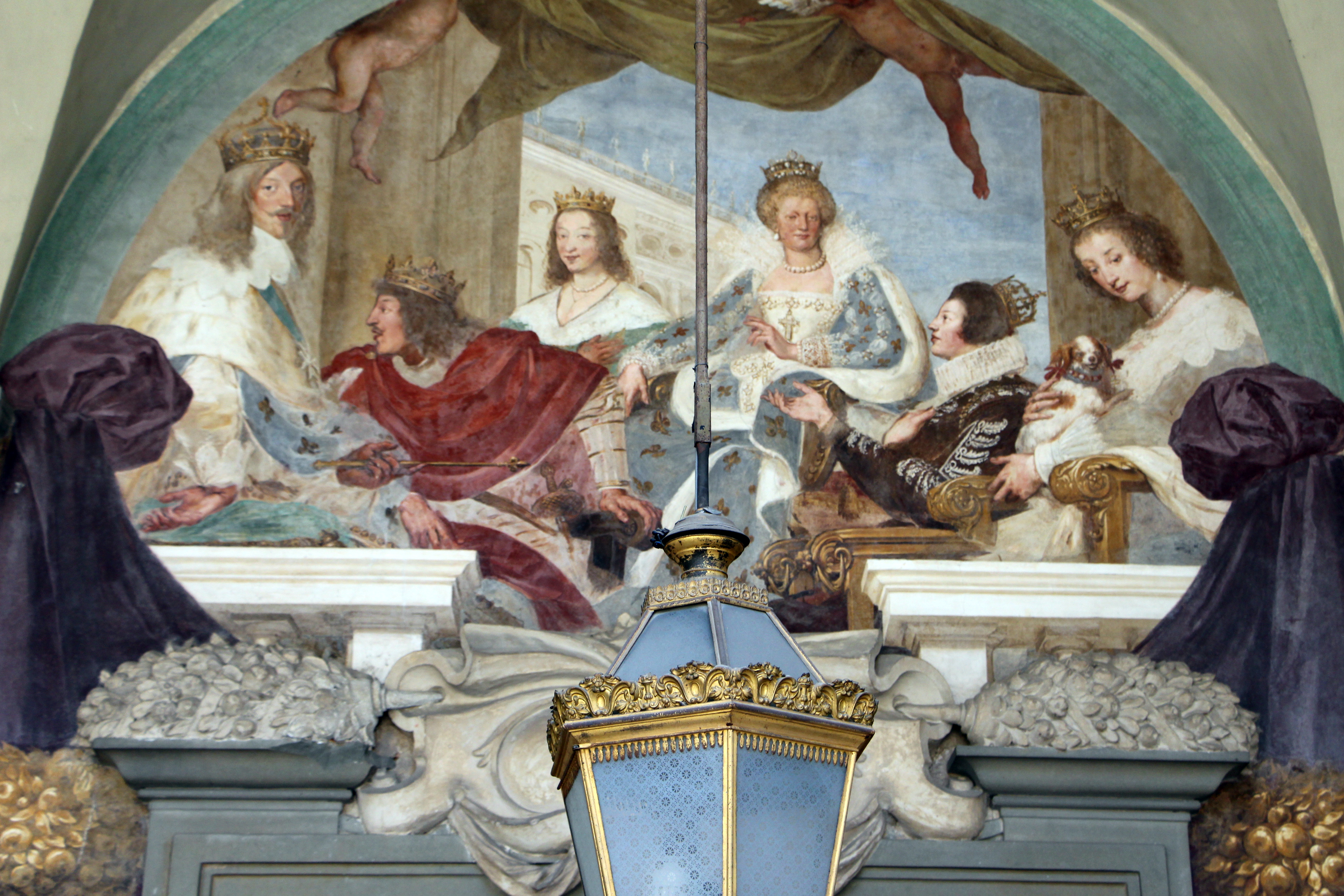
Dettaglio

### Cosimo I associa al governo il figlio Francesco

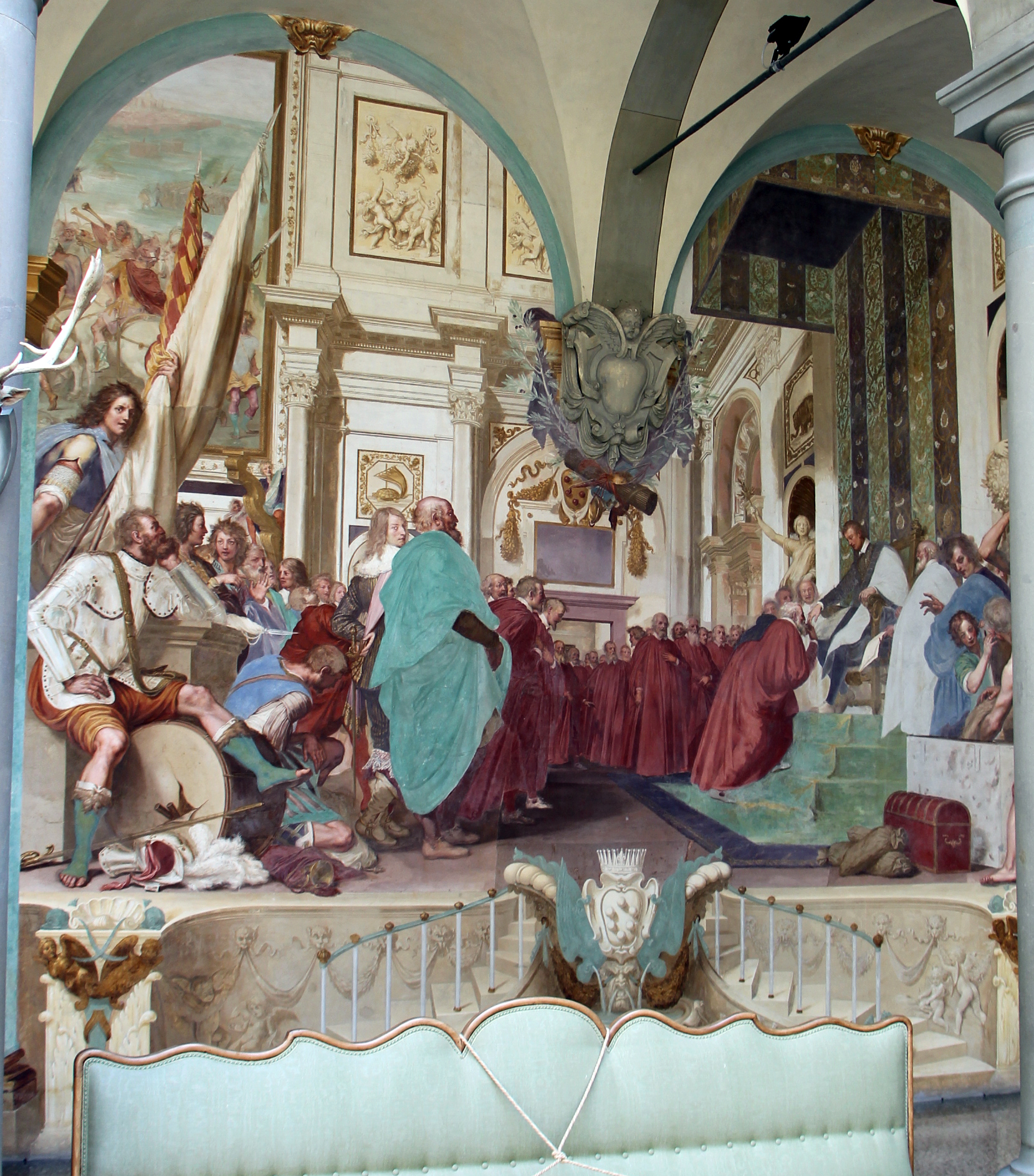
Cosimo I associa al governo il figlio Francesco

Ambientata nel Salone dei Cinquecento in palazzo Vecchio (descritto con minuzia), la scena mostra Cosimo I che, defilato, protende a suo figlio Francesco in trono la nomina che lo associa al governo. Francesco riceve quindi l'omaggio dei senatori fiorentini, tra una variegata folla di astanti. Sulla parete si vedono la tartaruga del Festina lente, emblema di Cosimo e, anacronisticamente, il rinoceronte, che sarà l'emblema dell'altro figlio di Cosimo, Ferdinando I. Le statue della Pace e dell'Abbondanza, ai lati del trono, rappresentano un buon auspicio sul nuovo governo, vicino a funzionari di corte che versano sacchi di monete in un forziere. A sinistra si vede in primo piano un guerriero, seduto con espressione trasognata su un tamburo da guerra sfondato, perché non dovrà più suonare.

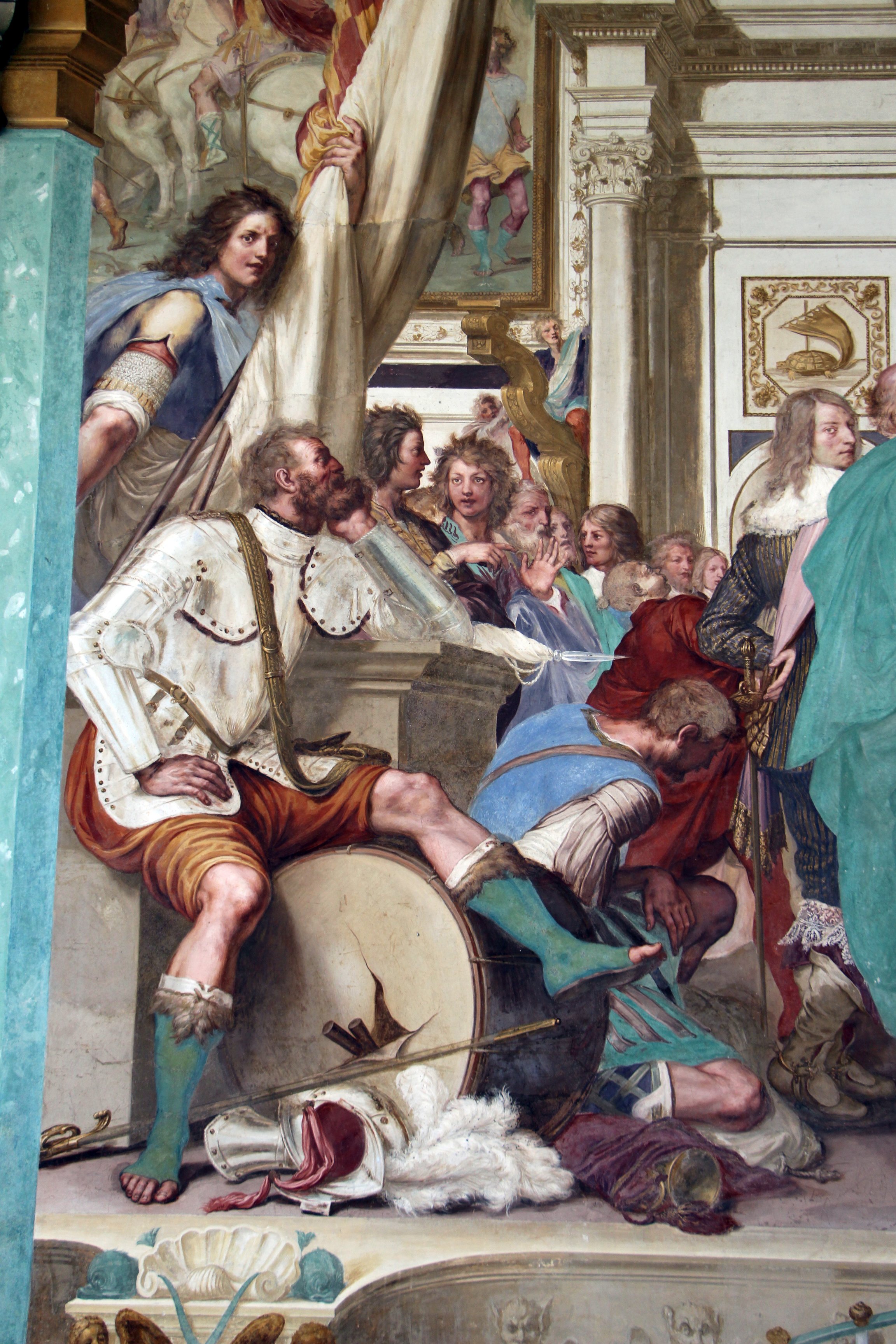
Dettaglio
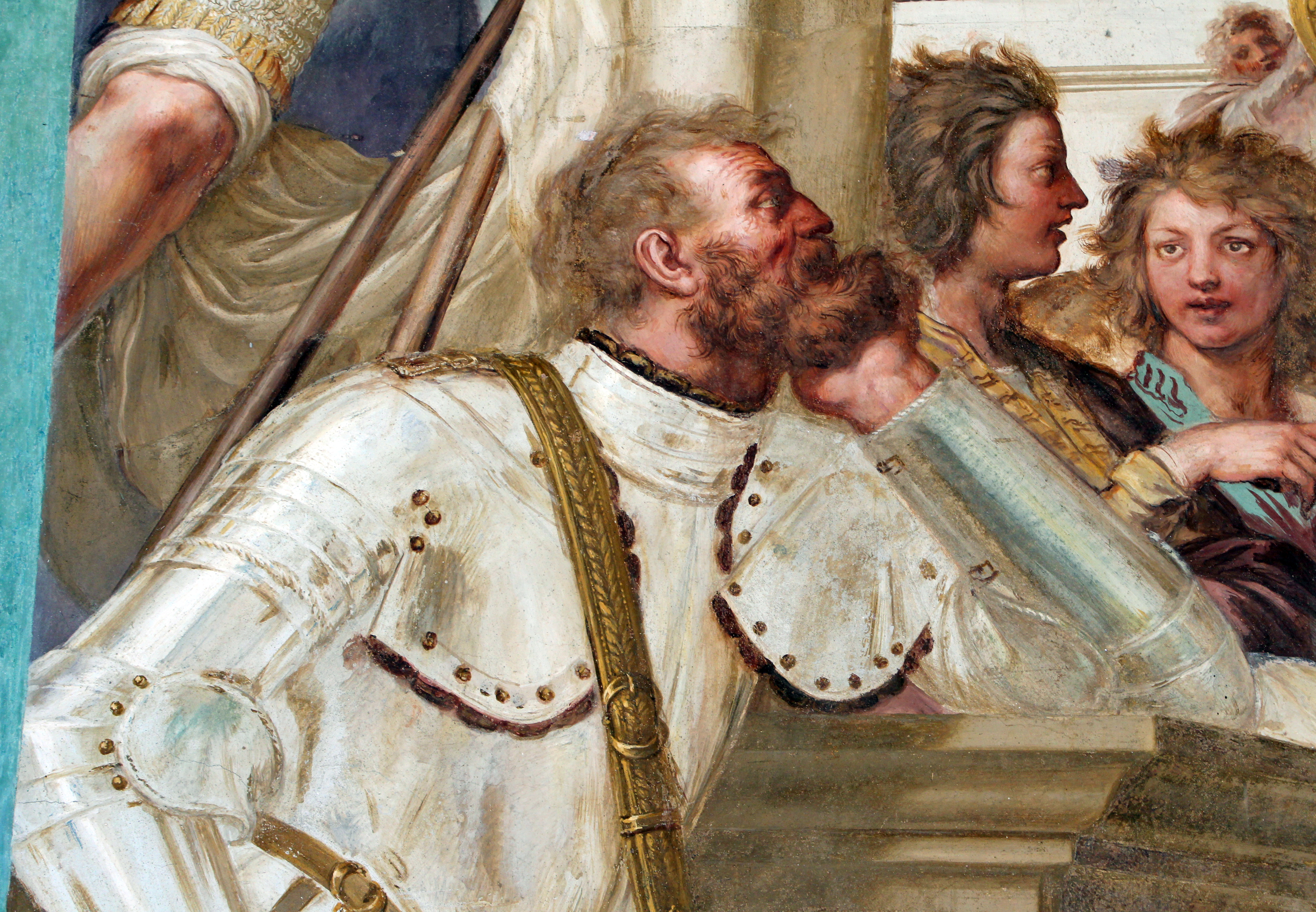
Dettaglio
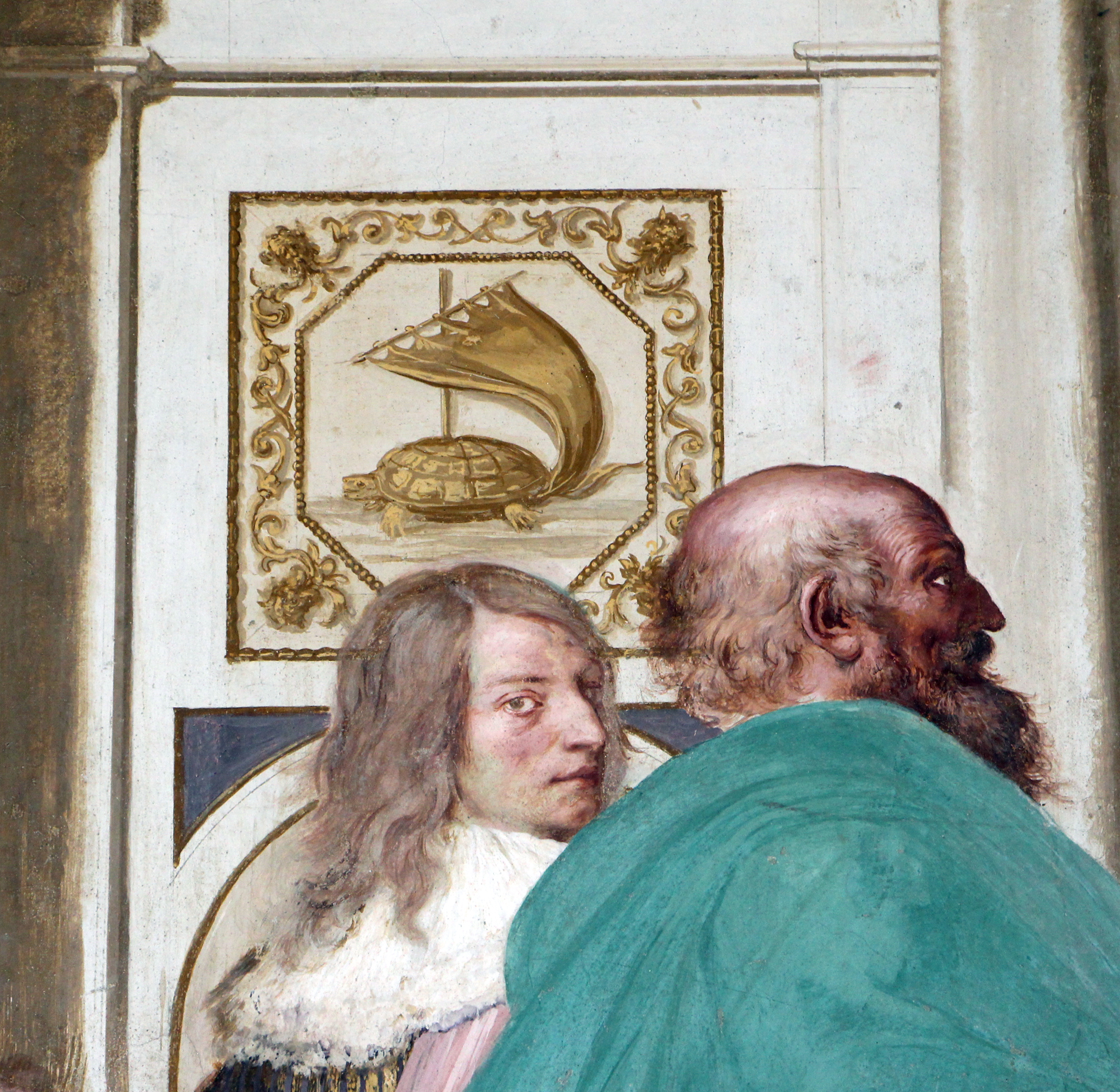
Festina lente
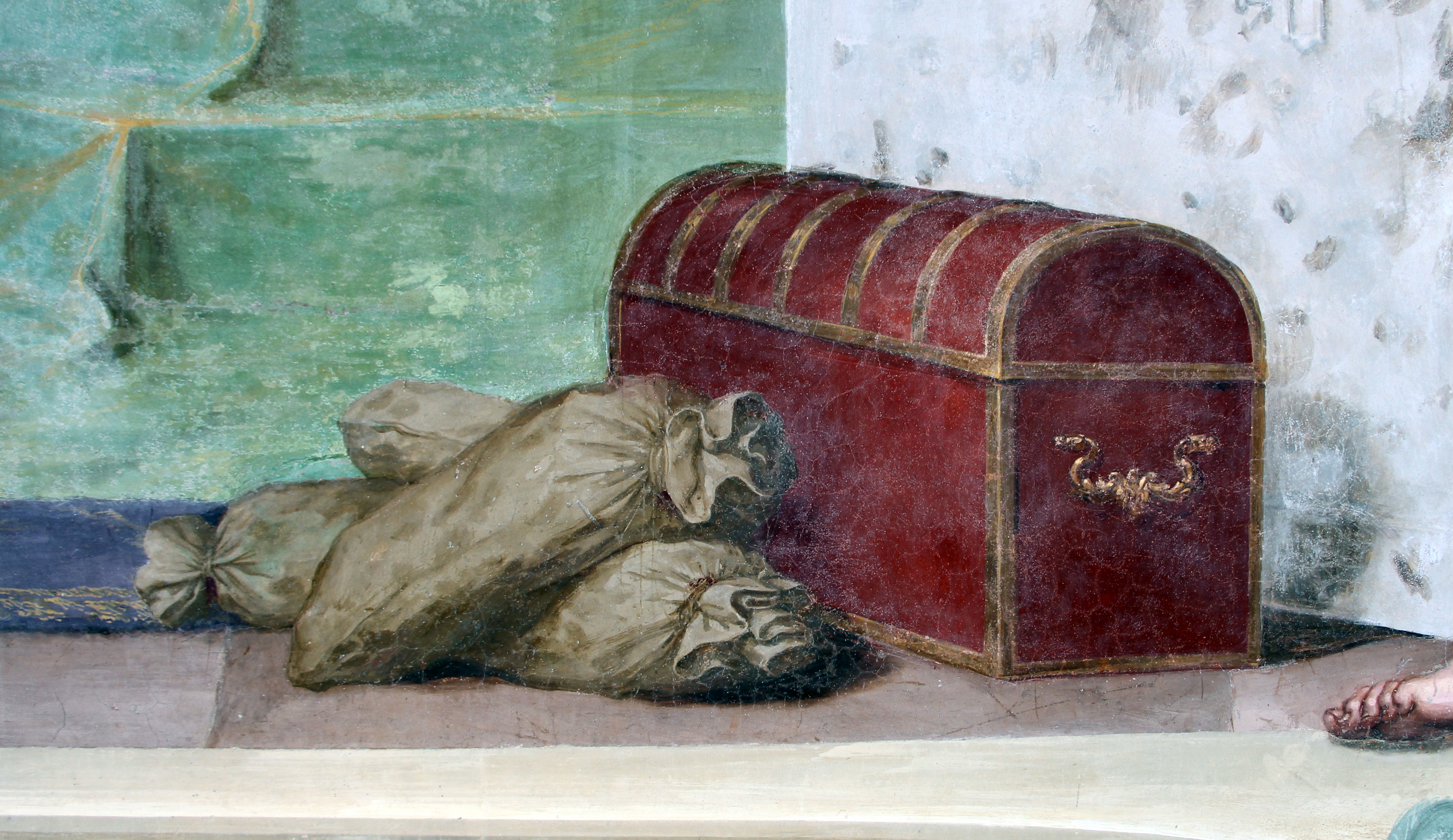
Dettaglio

### Clemente VII incorona a Bologna Carlo V

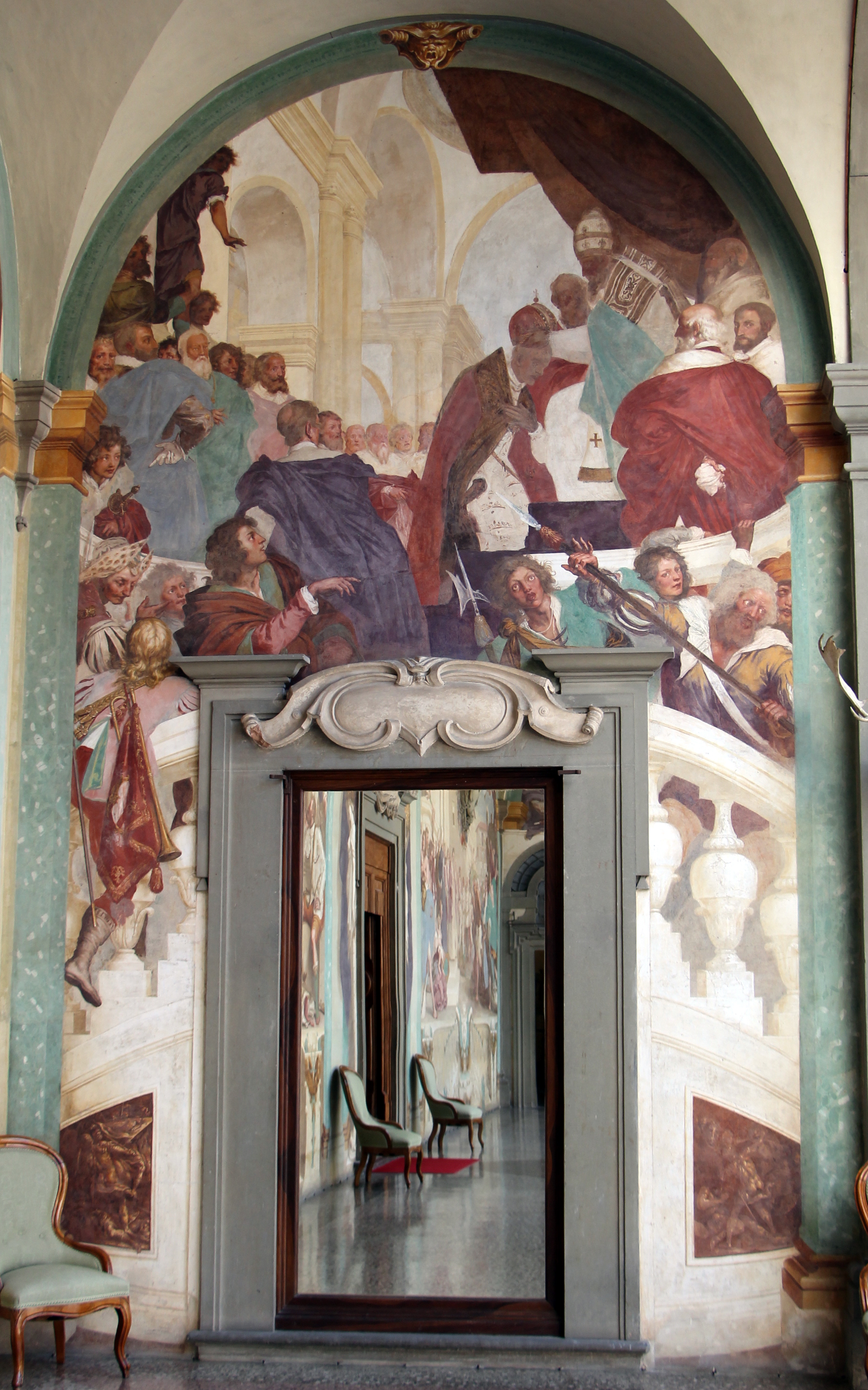
Clemente VII incorona a Bologna Carlo V

Lo schema compositivo è analogo a quello della lunetta di Leone X, e mostra l'incoronazione di Carlo V da parte di papa Clemente VII avvenuta a Bologna nel 1530.
Gli astanti, tra cui si riconoscono i cardinali Ippolito de' Medici e Niccolò Ridolfi, sono disposti su più livelli, con un'impostazione scenografica verticale che amplifica la profondità spaziale, nonostante lo spazio ristretto dalla presenza della porta. Se le figure dei protagonisti sono pressoché illeggibili, migliore è la conservazione dei personaggi nella parte inferiore, che spiccano per le pose disinvolte. Tra questi Baldinucci ricordò il soldato tedesco della guardia imperiale, che scaccia alcuni che desiderano avvicinarsi troppo, e il trombettiere che si arrampica sulla balaustra, con una gamba che penzola verso l'osservatore.

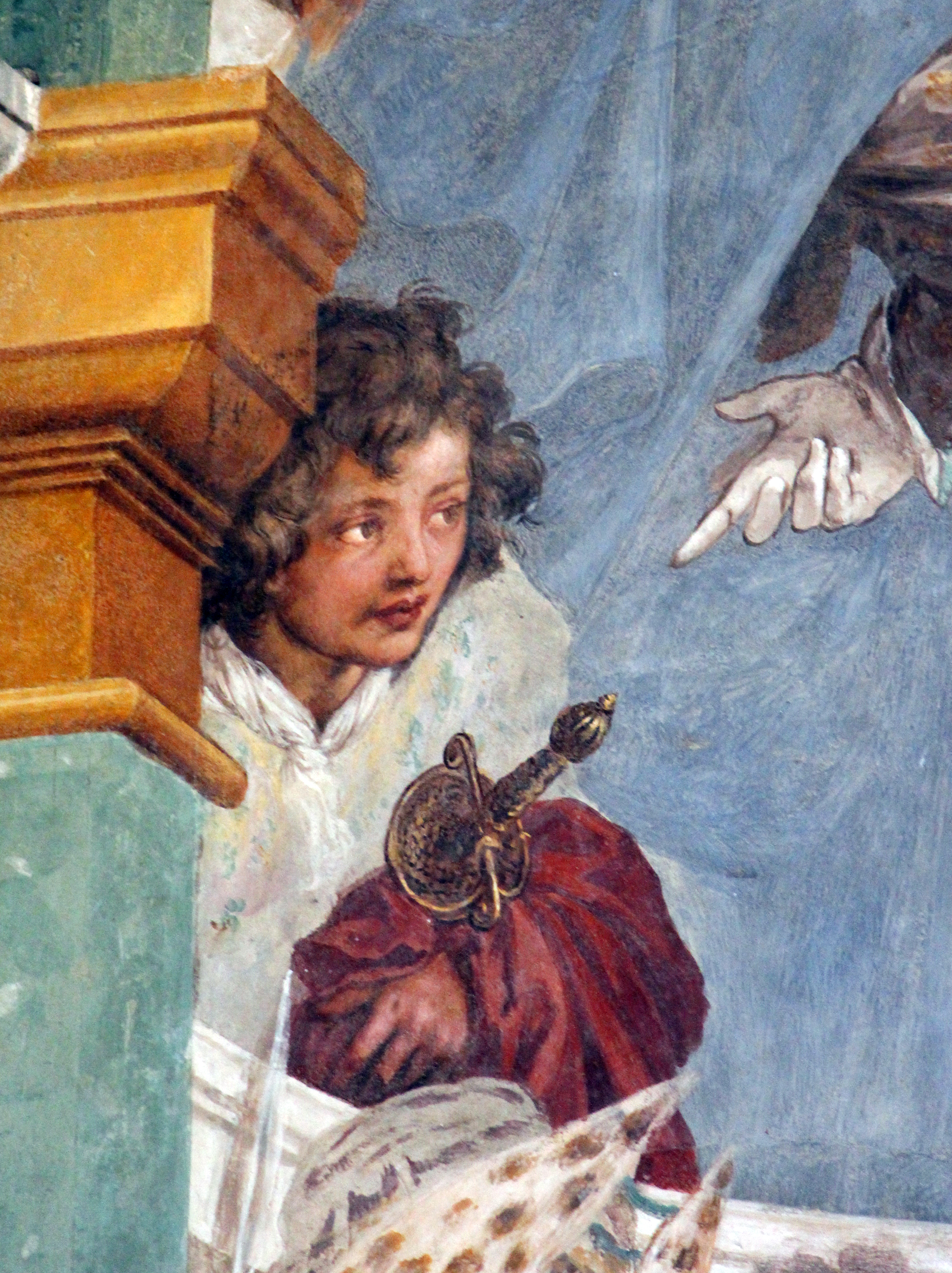
Dettaglio
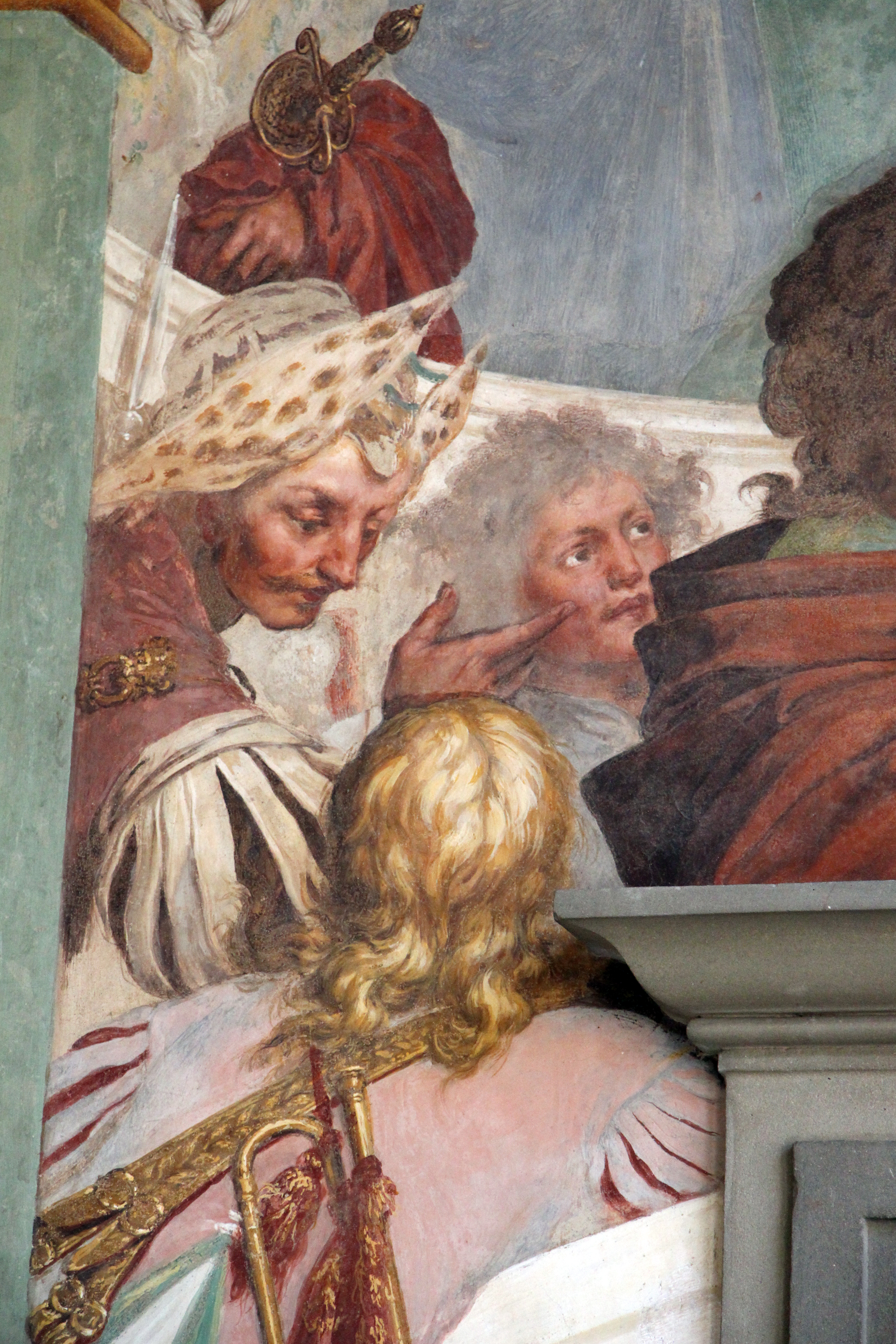
Dettaglio
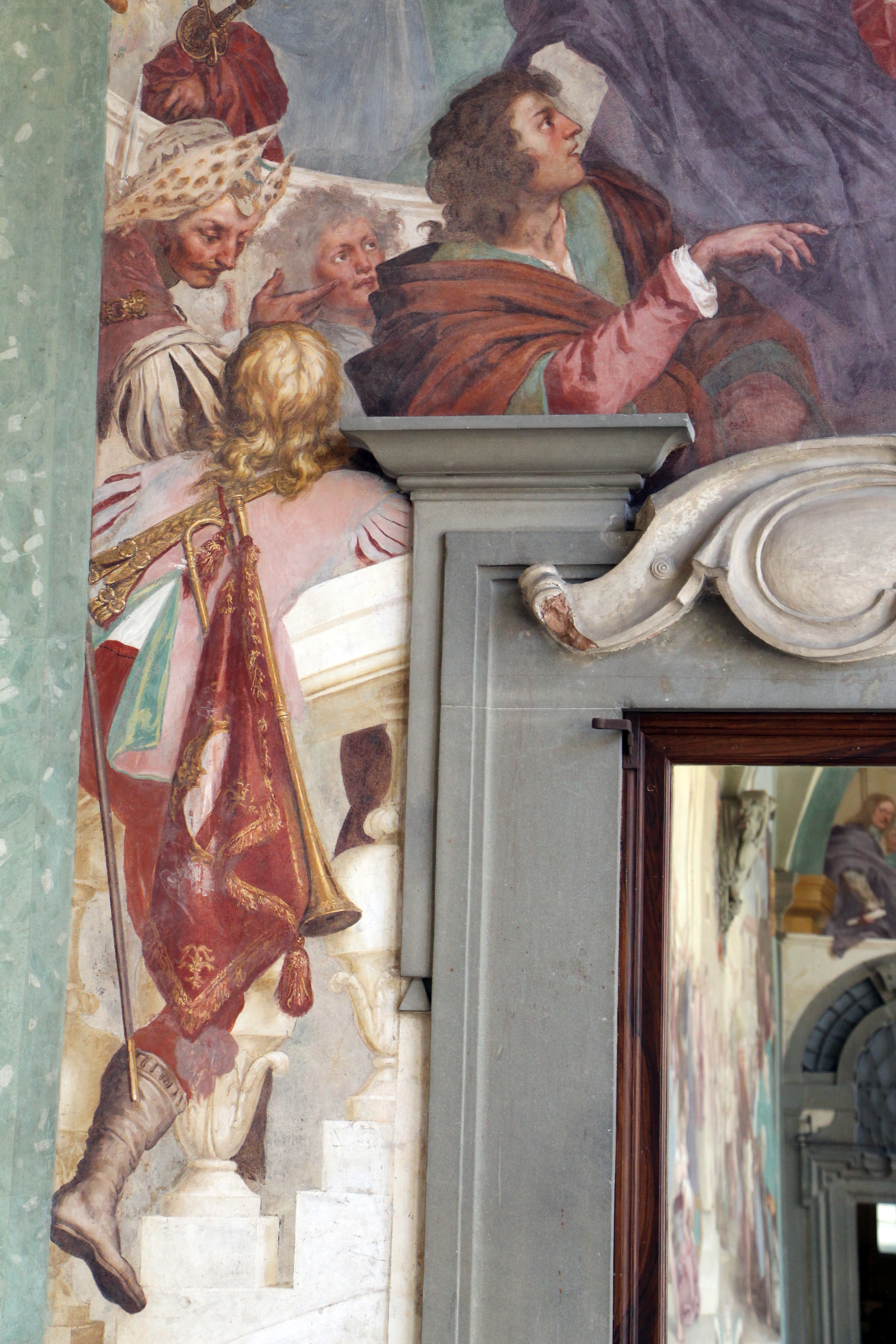
Dettaglio